# Fort Boyard (jeu télévisé)
 (août 2022).
- Si vous ne connaissez pas le sujet, laissez ce bandeau (vous pouvez alors contacter les auteurs).
- Si vous supprimez le contenu mis en cause (vous pouvez préalablement contacter les auteurs),

argumentez précisément cette suppression dans la page de discussion
(un manque de référence n'est pas un argument ; une recherche réelle de référence doit avoir été effectuée, être formellement documentée).
Cet article concerne le jeu télévisé. Pour le monument, voir Fort Boyard (monument). Pour les autres significations, voir Fort Boyard.
Fort Boyard, intitulé Les Clés de Fort Boyard lors de la première saison, est un jeu télévisé d'origine française, créé en 1990 par Jacques Antoine, Jean-Pierre Mitrecey et Pierre Launais,.
L'émission française et ses adaptations pour d'autres pays, produites par Adventure Line Productions, sont tournées dans le fort Boyard en Charente-Maritime.
En France, elle est diffusée depuis le 7 juillet 1990 chaque été sur Antenne 2, puis France 2, et est considérée comme l'une des émissions phares de la période estivale.

## Concept
Tournée sur la fortification éponyme située entre l'île d'Aix et l'île d'Oléron, Fort Boyard est un jeu télévisé dans lequel une équipe généralement constituée de six candidats (trois équipes de quatre candidats en 2010, une équipe de cinq candidats en 2020) réalise diverses épreuves physiques et intellectuelles afin de gagner un trésor (en boyards, la monnaie fictive de l'émission). L'équipe est entourée par la « population du fort » (ainsi nommée en 1990), des personnages qui renforcent l'ambiance mystérieuse et fantastique du lieu.

### Principe du jeu

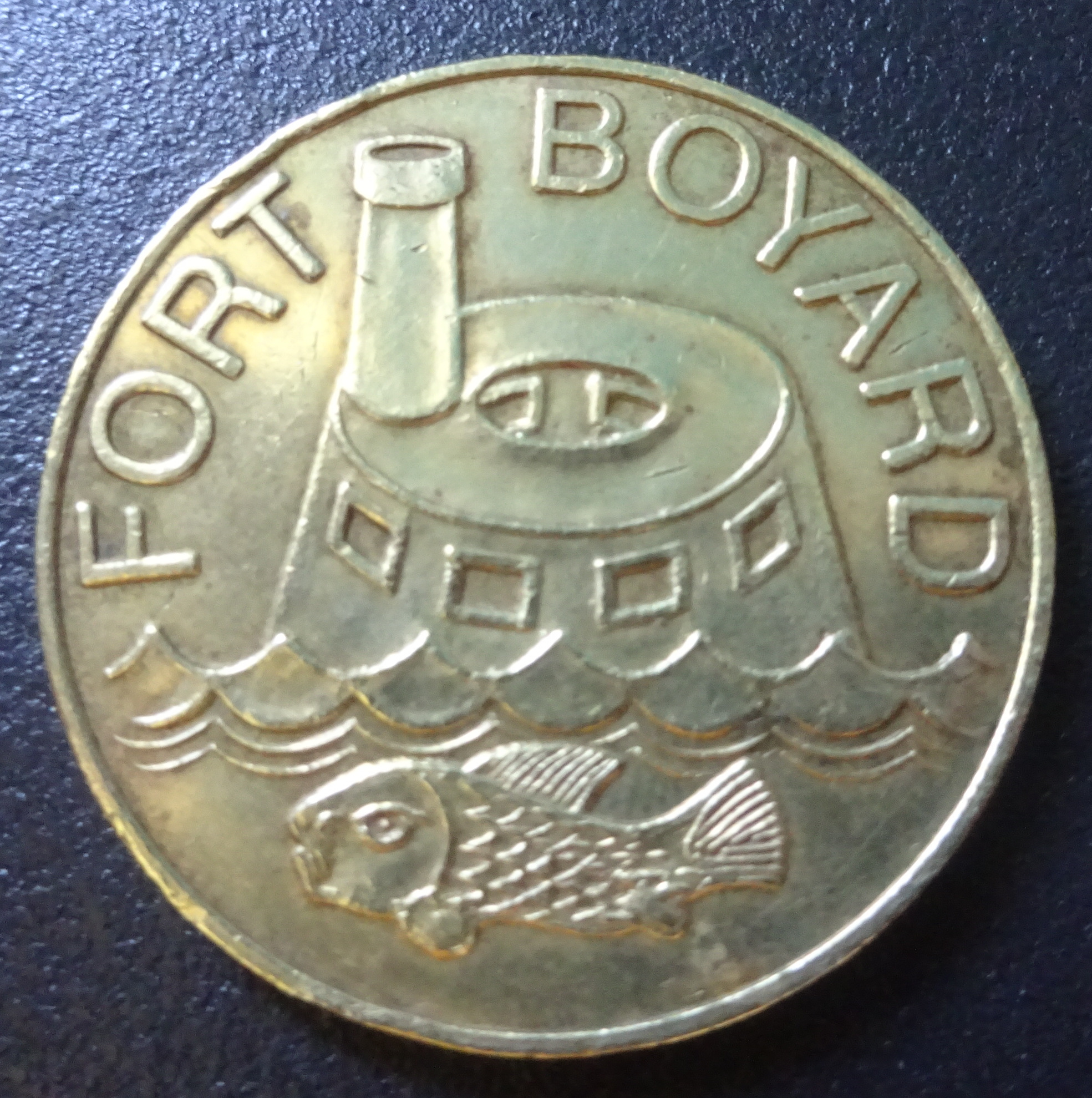
Le boyard est la monnaie que les participants doivent ramasser dans la salle du trésor. Il équivaut 7 €.

L'émission est composée de cinq parties, à savoir  la quête des clés, une partie intermédiaire, la quête des indices (également appelée les « aventures »), le Conseil et la salle du trésor. 
Dans la première partie, l'équipe doit récupérer les clés (sept à neuf selon les saisons[réf. à confirmer],) qui ouvrent la grille de la salle du trésor, en réussissant des épreuves physiques ou en résolvant des énigmes. 
La partie intermédiaire qui la suit, appelée « salle du jugement » depuis 2011, permet aux candidats d'obtenir les clés manquantes et de libérer les éventuels membres faits prisonniers dans la quête des clés. 
Vient ensuite la quête des indices où les candidats doivent réaliser d'autres épreuves, aussi appelées « aventures », la plupart d'entre elles requérant de surmonter ses peurs ou ses phobies, dans le but de récolter un maximum de mots-indices. 
Le « Conseil » est la partie du jeu où le temps passé en salle du trésor est déterminé (15 secondes par duel remportés) en réalisant des épreuves, en général sous forme de duels face aux « Maîtres du Temps/Maîtres des Ténèbres ». Depuis 2013, les membres toujours prisonniers peuvent également se libérer à ce moment, avec un risque de perdre du temps dans la salle du trésor. 
Enfin, en salle du trésor, l'équipe doit trouver un mot-code à partir des mots-indices obtenus, le valider en l'inscrivant sur le sol de ladite salle, et récupérer le plus de pièces possible si le mot trouvé est correct, cela dans le temps imparti gagné au Conseil. C'est le poids de ces pièces, évalué en fin de jeu, qui détermine le gain final.
Cet enchaînement de parties s'est construit progressivement. Ainsi, en 1990, seules existaient la quête des clés et la salle du trésor, laquelle renfermait à l'époque divers coffres ouvrables grâce aux clés. Dès 1991, la quête des indices est créée et la configuration de la salle du trésor devient celle que l'on connaît aujourd'hui. En 1992, une partie intermédiaire est ajoutée entre les quêtes des clés et des indices, donnant aux prisonniers une chance de libération. Cette étape du jeu est régulièrement modifiée : à l'origine facultative, elle devient récurrente en 2003, et permet selon les saisons de libérer les prisonniers, de récupérer les clés manquantes, d'obtenir l'accès au conseil ou de récupérer une somme d'argent bonus à ajouter au trésor récupéré. L'émission est complétée par le conseil dès 1995, d'abord placé avant la quête des indices, puis déplacé avant la salle du trésor en 2006.
Exception est faite pour l'année 2010 : dans chaque émission, ce sont trois équipes de candidats anonymes qui s'affrontent sur le fort. Dans une première manche, l'équipe « Cuivre » et l'équipe « Titane » tentent de se qualifier en collectant un maximum de clés (qui ne jouent aucun rôle particulier). L'équipe en ayant obtenu le plus affronte alors l'équipe des « Champions » (gagnants de l'émission précédente) dans la deuxième manche, où chaque équipe doit récolter un maximum d'indices. Le conseil (appelé « Salle des maîtres » cette année-là) permet, via l'affrontement des deux équipes à travers trois duels, de libérer les éventuels prisonniers — un seul prisonnier est libéré, celui dont l'équipe a gagné deux duels. L'accès à la salle du trésor constitue la dernière partie de l'émission. L'équipe ayant récupéré le poids le plus important de boyards gagne 10 000 € (à condition que le mot-code trouvé soit le bon) et peut revenir lors de l'émission suivante en tant que « Champions ». Les trois meilleures équipes s'affrontent lors de la dernière émission pour gagner 50 000 € supplémentaires.

### Candidats
Cette section ne s'appuie pas, ou pas assez, sur des sources secondaires ou tertiaires indépendantes du sujet. Le texte peut contenir des analyses inexactes ou inédites de sources primaires.
Pour l'améliorer, ajoutez-en, ou placez des modèles {{Source secondaire souhaitée}} ou {{Source secondaire nécessaire}} sur les passages mal sourcés. (août 2022)
Dans les débuts de l'émission, de 1990 à 1992, les candidats sont des anonymes, qui participent pour eux-mêmes. On note toutefois une émission « spéciale animateurs » en 1991 puis deux émissions en 1992 qui font participer des célébrités au profit d'associations.
Entre 1993 et 2009, toutes les équipes jouent pour des associations caritatives et au moins un de ses membres est une célébrité (animateurs, acteurs, chanteurs, sportifs et autres personnalités médiatiques). La proportion de célébrités parmi les candidats augmente jusqu'à englober la totalité de l'équipe à partir de 1998, sauf exceptions.
En 2010, une nouvelle formule est lancée avec de nouveau des anonymes mais le principe se voit supprimé dès l'année suivante. Depuis 2011, les équipes ne sont composées que de célébrités, sauf quelques rares exceptions.

#### Records de participation des célébrités
Cette section ne s'appuie pas, ou pas assez, sur des sources secondaires ou tertiaires indépendantes du sujet. Le texte peut contenir des analyses inexactes ou inédites de sources primaires.
Pour l'améliorer, ajoutez-en, ou placez des modèles {{Source secondaire souhaitée}} ou {{Source secondaire nécessaire}} sur les passages mal sourcés. (août 2022)
Avec treize participations, Élodie Gossuin (2001, 2003, 2008, 2009, 2011, 2012, 2014, 2018, 2019, 2021, 2022, 2023 et 2025) est la personnalité féminine étant venue le plus souvent sur le Fort.
La personnalité masculine étant venue le plus souvent sur le Fort est Bruno Guillon, avec onze participations (2003, 2011, 2012, 2014, puis chaque saison de 2016 à 2022).
Le tableau suivant liste les célébrités ayant participé le plus de fois au jeu télévisé, avec le nombre d'émissions dans lesquelles elles sont présentes et les années concernées, par ordre décroissant.
| Nombre de participation | Personnalité        | Années                                                                       |
| ----------------------- | ------------------- | ---------------------------------------------------------------------------- |
| 13                      | Élodie Gossuin      | 2001, 2003, 2008, 2009, 2011, 2012, 2014, 2018, 2019, 2021, 2022, 2023, 2025 |
| 11                      | Bruno Guillon       | 2003, 2011, 2012, 2014, 2016, 2017, 2018, 2019, 2020, 2021, 2022             |
| 11                      | Sylvie Tellier      | 2003, 2008, 2012, 2015, 2017, 2019, 2020, 2021, 2023, 2024, 2025             |
| 9                       | Camille Cerf        | 2015, 2016, 2017, 2018, 2019, 2020, 2022, 2024, 2025                         |
| 8                       | Philippe Etchebest  | 2013, 2017, 2019, 2021, 2022, 2023, 2024, 2025                               |
| 7                       | Nathalie Simon      | 1994, 2004, 2013, 2014, 2018, 2021, 2024                                     |
| 7                       | Gérard Vivès        | 1997, 2014, 2015, 2016, 2017, 2019, 2020                                     |
| 7                       | Brahim Asloum       | 2001, 2014, 2017, 2018, 2021, 2023, 2024                                     |
| 7                       | Alexandra Rosenfeld | 2006, 2008, 2011, 2014, 2015, 2018, 2020                                     |
| 7                       | Camille Lacourt     | 2011, 2018, 2019, 2020, 2021, 2022, 2023                                     |
| 7                       | Alex Goude          | 2015, 2016, 2017, 2018, 2019, 2020, 2022                                     |
| 7                       | Laurent Maistret    | 2015, 2017, 2018, 2019, 2020, 2021, 2024                                     |
| 7                       | Erika Moulet        | 2015, 2017, 2019, 2021, 2022, 2023, 2024                                     |
| 6                       | Keen'V              | 2012, 2015, 2016, 2019, 2021, 2023                                           |
| 6                       | Marine Lorphelin    | 2013, 2014, 2018, 2019, 2020, 2024                                           |
| 5                       | Gérard Holtz        | 1991, 1993, 1994, 1996, 2002                                                 |
| 5                       | Damien Thévenot     | 2001, 2012, 2015, 2022, 2023                                                 |
| 5                       | Tex                 | 2002, 2003, 2014, 2016, 2017                                                 |
| 5                       | Elsa Fayer          | 2004, 2006, 2015, 2021, 2023                                                 |
| 5                       | Jean-Luc Lemoine    | 2004, 2008, 2016, 2019, 2022                                                 |
| 5                       | Rebecca Hampton     | 2007, 2011, 2012, 2017, 2022                                                 |
| 5                       | Cyril Féraud        | 2011, 2012, 2013, 2016, 2017                                                 |
| 5                       | Frédérick Bousquet  | 2012, 2015, 2022, 2023, 2024                                                 |
| 5                       | Jérémy Ferrari      | 2012, 2013, 2018, 2019, 2020                                                 |
| 5                       | Samuel Étienne      | 2013, 2016, 2017, 2018, 2019                                                 |
| 5                       | Karima Charni       | 2015, 2016, 2019, 2022, 2023                                                 |
| 5                       | Nicole Ferroni      | 2015, 2019, 2021, 2022, 2023                                                 |
| 5                       | Énora Malagré       | 2017, 2018, 2019, 2020, 2024                                                 |
| 5                       | Maëva Coucke        | 2018, 2019, 2021, 2022, 2023                                                 |
| 5                       | Vaimalama Chaves    | 2019, 2020, 2021, 2022, 2023                                                 |

Par ailleurs, la plus jeune célébrité ayant participé est la chanteuse du groupe Kids United Gloria Palermo de Blasi, âgée de 9 ans lors de sa participation en 2016[source secondaire souhaitée], et le plus âgé, Patrice Laffont (le premier animateur du jeu), ayant 84 ans au moment de sa venue en tant que candidat en 2024.

### Durée de l'émission
La durée de l'émission s'est vue plus ou moins allongée au fil des années : elle est de 55 minutes au début de la saison 1990, 75 à la fin de la saison et en 1991[réf. à confirmer],, puis de 80 minutes de 1992[réf. à confirmer] à 1994. La durée est étendue à 90 minutes en 1995, puis à 100 minutes en 1997.
Maintenue à cette durée jusqu'en 2004, elle passe à 110 minutes en 2005, et à 120 minutes en 2009[réf. à confirmer].
Ce n'est qu'en 2010 que la durée de l'émission est pour la première fois revue à la baisse : les émissions de cette saison en formule « duel » durent de 95 à 110 minutes (en fonction de l'apparition ou non du relais-arbalète qui départage les équipes à la fin de la première manche). Dès 2011, la durée de chaque émission revient à 100 minutes jusqu'à 2013, puis 110 minutes en 2014, et 130 minutes depuis 2015.
En 2020, les émissions durent 140 minutes environ[réf. à confirmer] avant de repasser à 130 minutes en 2021 et en 2022.

### Habillage musical
Cette section ne s'appuie pas, ou pas assez, sur des sources secondaires ou tertiaires indépendantes du sujet. Le texte peut contenir des analyses inexactes ou inédites de sources primaires.
Pour l'améliorer, ajoutez-en, ou placez des modèles {{Source secondaire souhaitée}} ou {{Source secondaire nécessaire}} sur les passages mal sourcés. (août 2022)
La musique du générique et l'ensemble de l'habillage musical sont composés par Paul Koulak, rejoint en 2012 par Pascal Wuyts et Marc Davidovits. Ils sont identiques dans la plupart des versions étrangères.
Le thème du générique est créé pour la première émission en 1990 et a néanmoins été retravaillé à plusieurs reprises[réf. souhaitée]).

## Règles du jeu

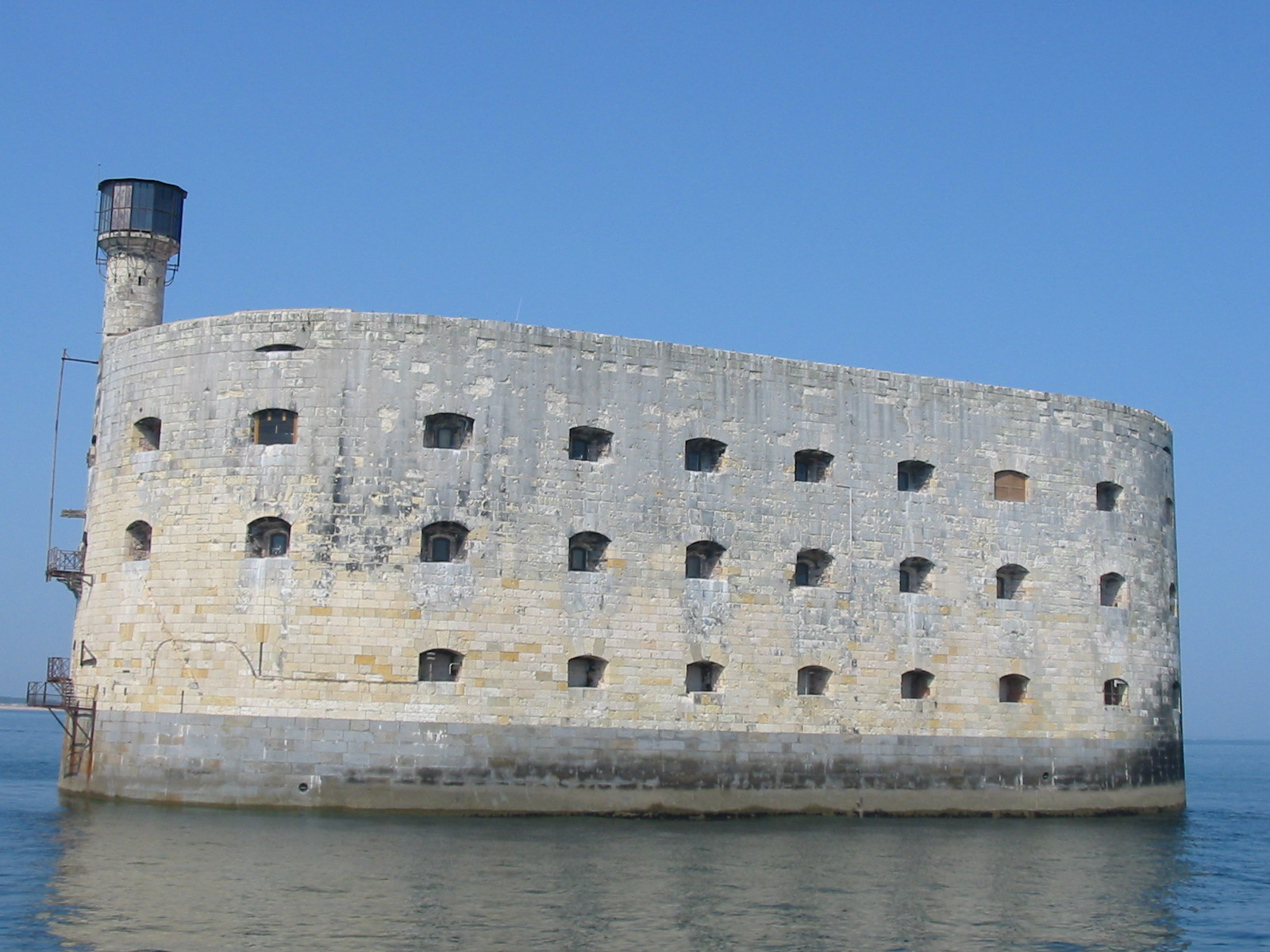
Le fort Boyard, vue de la façade Est.

Les règles ont souvent varié au fil des saisons, notamment par l'ajout de nouvelles parties ou épreuves dans le jeu. Les règles qui suivent sont d'application depuis la saison 2022, sauf mention contraire. Depuis la saison 2022, chaque émission est marquée par une règle particulière, symbolisée par une carte « atout du père Fouras » en 2022 et 2023 ou par l'ouverture d'une des « cellules interdites » du fort en 2024.

### Quête des clés
Dans cette partie du jeu, les candidats doivent réaliser, dans un temps imparti, des épreuves pour obtenir sept clés permettant de déverrouiller la grille de la salle du trésor. Le choix des candidats qui réalisent les épreuves est du ressort du père Fouras.
Le temps alloué à chaque épreuve est limité et matérialisé soit par un chronomètre visible uniquement pour les téléspectateurs, soit par une clepsydre contenant un liquide bleu ; dans ce dernier cas, le candidat doit être sorti de la cellule dans laquelle se déroule l'épreuve avant que le temps soit totalement écoulé, sans quoi il est envoyé dans les prisons du fort et n'est plus disponible pour réaliser d'autres épreuves.

### Première libération des prisonniers
Si des candidats ont été faits prisonniers pendant les épreuves, une séquence mettant en scène un ou plusieurs personnages du fort et pouvant varier d'une émission à l'autre a lieu et une épreuve est proposée au(x) candidat(s) prisonnier(s). Chaque candidat réussissant cette épreuve est libéré. En cas d'échec, le candidat reste en prison.

### Jugement
Une fois le temps de la quête des clés écoulé, et après tentative de libération des prisonniers le cas échéant, les candidats se rendent dans l'antichambre du « jugement ». Dans le cas où il manque des clés, autant de candidats que de clés manquantes doivent se présenter tour à tour face à l'une des juges du fort, au choix.
Si, lors de la première partie du jeu, les sept clés ont été obtenues avant la fin du temps imparti, l'équipe se rend tout de même dans l'antichambre du « jugement » et un seul candidat volontaire doit se présenter, avec le risque de partir en prison en cas d'échec lors de l'épreuve proposée par la juge. Toutefois, cette action offre un indice à l'équipe, qui viendra s'ajouter aux indices récoltés dans la partie suivante.

### Quête des indices
Cette section ne s'appuie pas, ou pas assez, sur des sources secondaires ou tertiaires indépendantes du sujet. Le texte peut contenir des analyses inexactes ou inédites de sources primaires.
Pour l'améliorer, ajoutez-en, ou placez des modèles {{Source secondaire souhaitée}} ou {{Source secondaire nécessaire}} sur les passages mal sourcés. (août 2022)

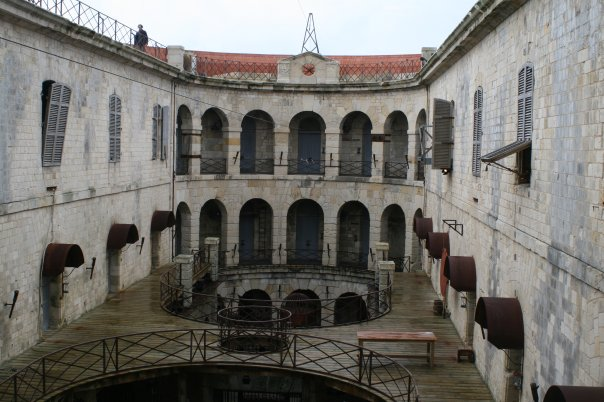
L'intérieur du Fort côté Nord, vu en mai 2007.

Cette partie du jeu permet aux candidats de récupérer des cartouches contenant chacune un mot-indice. Gagner un maximum d'indices est indispensable.
Depuis 2017, lors des épreuves se déroulant en intérieur, le chronomètre est matérialisé par une clepsydre contenant un liquide rouge, et le candidat est donc fait prisonnier s'il ne sort pas avant la fin du temps, avec ou sans la cartouche[réf. à confirmer]. Pour les épreuves en extérieur ainsi que certaines épreuves spéciales avec les personnages du fort, l'indice contenu dans la cartouche est détruit si le temps imparti est écoulé, mais le candidat n'est pas prisonnier. À nouveau, c'est le Père Fouras qui choisit le (ou les) candidat(s) effectuant les épreuves.
Alors que les téléspectateurs découvrent les indices gagnés au fur et à mesure des épreuves, l'équipe n'en prend connaissance qu'en toute fin de jeu.

### Seconde libération des prisonniers
Les prisonniers n'ayant pas réussi à se libérer suite à la quête des clés, les candidats ayant échoué au jugement et/ou ceux étant restés enfermés dans une épreuve à clepsydre rouge lors de la quête des indices ont la possibilité de se libérer via un défi proposé par un ou plusieurs personnages du fort, tout comme après la quête des clés. Les prisonniers seront libérés dans tous les cas suite au défi proposé, mais s'ils n'atteignent pas un certain seuil de réussite, l'équipe sera pénalisée.

### Conseil
Les candidats doivent ensuite réaliser des duels contre les Maîtres, des personnages mystérieux qui se cachent derrière des masques de tigre et restent silencieux. Le père Fouras, qui dirige le Conseil, convoque un à un les candidats. Chaque duel réussi fait gagner du temps supplémentaire en salle du trésor. Depuis 2021, trois duels sont proposés à l'équipe (quatre duels étaient proposés jusqu'alors). Chaque victoire ajoute quinze secondes de temps.

### Salle du trésor
En fin de jeu, les candidats se rendent sur le proscenium, devant l'entrée de la salle du trésor, où les sept clés obtenues en première partie et/ou au jugement sont placées dans les serrures au-dessus de la grille d'accès de la salle du trésor pour déverrouiller celle-ci.
Dans le temps qu'ils ont obtenu au Conseil, ils doivent ouvrir une à une chacune des cartouches qu'ils ont collectées, trouver un mot-code commun lié aux mots-indices inscrits sur les papiers qu'ils ont découverts, composer ce mot-code dans la salle du trésor, et, s'il s'avère correct, amasser le plus de boyards possible. Une fois le mot composé, l'animateur ordonne la vérification. En cas d'erreur des candidats, ils doivent quitter la salle du trésor immédiatement.
En cas de succès, les candidats sont amenés à récupérer un maximum de boyards de la fontaine et à les déposer en dehors de la salle du trésor, pendant le temps qu'il leur reste. Il est depuis toujours interdit de ramener les boyards vers soi en passant sa jambe dans la fontaine ou de transporter des boyards avec ses vêtements ; de plus, depuis 1991, il est interdit aux candidats de transporter des boyards dans leur bouche pour des raisons de sécurité, et en 2020, il ne fut provisoirement plus permis de charger des boyards sur un autre candidat pour ensuite porter ce dernier jusqu'au chaudron afin de respecter la distanciation physique. Les dernières secondes du chronomètre sont marquées par la descente lente de la grille d'accès. Tous les candidats doivent sortir de la salle avant sa fermeture complète ; si un candidat reste enfermé, l'équipe perd la totalité des boyards amassés.
À la fin du temps, l'animateur explique les raisons qui amènent au mot-code, et fait procéder à la pesée des boyards. Cette pesée détermine les gains de l'équipe. Dans certaines émissions, des bonus peuvent s'ajouter aux gains déterminés par la pesée, selon des règles spécifiques à l'émission en question.

## Animation
Entre 1990 et 2009, c'est un duo mixte qui anime l'émission. L'animateur est le « Maître du fort », il accueille les candidats devant les épreuves et présente brièvement ces dernières. Selon les règles en vigueur en fonction des saisons, il peut désigner les candidats qui les réalisent et présider le Conseil. L'animatrice accompagne les candidats durant le jeu, leur explique les épreuves et leur donne des conseils, les encourage et les alerte.
Sept duos différents se sont succédé durant cette période :
- Patrice Laffont et Marie Talon pour les neuf premières émissions de 1990 ;
- Patrice Laffont et Sophie Davant pour les six dernières émissions de 1990 et la saison 1991 ;
- Patrice Laffont et Valérie Pascale en 1992 ;
- Patrice Laffont et Cendrine Dominguez de 1993 à 1999 ;
- Jean-Pierre Castaldi et Cendrine Dominguez de 2000 à 2002 ;
- Olivier Minne et Sarah Lelouch de 2003 à 2005 ;
- Olivier Minne et Anne-Gaëlle Riccio de 2006 à 2009.

Patrice Laffont et Cendrine Dominguez forment le duo ayant duré le plus longtemps (7 ans), et ayant présenté le plus grand nombre d'émissions ensemble (84).
Depuis 2010, il n'y a plus d'animatrice. Jusqu'en 2025, Olivier Minne assure ainsi l'animation seul, d'abord dans un rôle d'arbitre pour la saison de duel entre équipes puis un rôle à mi-chemin entre ceux de l'ancien animateur et de l'ancienne animatrice pour les années suivantes. En animant sa 11e saison en 2013 et sa 144e émission en 2017, il devient le principal animateur depuis la création du programme, dépassant Patrice Laffont qui a animé 10 saisons et 143 émissions. À l'issue de sa dernière saison[pas clair], il aura alors animé le jeu pendant 23 années, soit 223 émissions (dont 16 saisons et 153 émissions seul à la présentation).
À l'exception de Marie Talon, tous les animateurs et animatrices ont participé à l'émission en tant que candidat avant ou après l'avoir animée. Par ailleurs, Olivier Minne est le seul animateur à avoir participé à une version étrangère du jeu (l'adaptation belge en 2007)[source secondaire souhaitée].
| 1                    | 2           | 3           | 4           | 5           | 6           | 7           | 8           | 9           | 10          | 11          | 12          | 13          | 14          | 15          | 16          | 17          | 18          | 19          | 20          | 21          | 22          | 23          | 24          | 25          | 26          | 27          | 28          | 29          | 30          | 31          | 32          | 33          | 34          | 35          | 36          |             |             |             |             |
| Années 1990          | Années 1990 | Années 1990 | Années 1990 | Années 1990 | Années 1990 | Années 1990 | Années 1990 | Années 1990 | Années 1990 | Années 2000 | Années 2000 | Années 2000 | Années 2000 | Années 2000 | Années 2000 | Années 2000 | Années 2000 | Années 2000 | Années 2000 | Années 2010 | Années 2010 | Années 2010 | Années 2010 | Années 2010 | Années 2010 | Années 2010 | Années 2010 | Années 2010 | Années 2010 | Années 2020 | Années 2020 | Années 2020 | Années 2020 | Années 2020 | Années 2020 | Années 2020 | Années 2020 | Années 2020 | Années 2020 |
| 90                   | 91          | 92          | 93          | 94          | 95          | 96          | 97          | 98          | 99          | 00          | 01          | 02          | 03          | 04          | 05          | 06          | 07          | 08          | 09          | 10          | 11          | 12          | 13          | 14          | 15          | 16          | 17          | 18          | 19          | 20          | 21          | 22          | 23          | 24          | 25          |             |             |             |             |
| Patrice Laffont      | 143         | 143         | 143         | 143         | 143         | 143         | 143         | 143         | 143         | 143         | C           | NC          | NC          | NC          | NC          | NC          | NC          | NC          | NC          | C           | NC          | NC          | NC          | C           | NC          | NC          | NC          | NC          | NC          | P           | NC          | NC          | NC          | NC          | C           | NC          |             |             |             |
| Marie Talon          | 9           | NC          | NC          | NC          | NC          | NC          | NC          | NC          | NC          | NC          | NC          | NC          | NC          | NC          | NC          | NC          | NC          | NC          | NC          | NC          | NC          | NC          | NC          | NC          | NC          | NC          | NC          | NC          | NC          | NC          | NC          | NC          | NC          | NC          | NC          | NC          |             |             |             |
| Sophie Davant        | 33          | 33          | NC          | NC          | NC          | NC          | NC          | NC          | NC          | NC          | C           | C           | NC          | NC          | NC          | NC          | NC          | NC          | NC          | C           | NC          | NC          | NC          | NC          | NC          | NC          | NC          | NC          | NC          | NC          | NC          | NC          | NC          | NC          | NC          | NC          |             |             |             |
| Valérie Pascal       | NC          | C           | 17          | NC          | NC          | NC          | NC          | NC          | NC          | NC          | NC          | NC          | NC          | NC          | NC          | NC          | NC          | NC          | NC          | C           | NC          | NC          | NC          | NC          | NC          | NC          | NC          | NC          | NC          | NC          | NC          | NC          | NC          | NC          | NC          | NC          |             |             |             |
| Cendrine Dominguez   | NC          | NC          | NC          | 114         | 114         | 114         | 114         | 114         | 114         | 114         | 114         | 114         | 114         | NC          | NC          | NC          | NC          | NC          | NC          | NC          | NC          | NC          | NC          | NC          | NC          | NC          | NC          | NC          | NC          | NC          | NC          | NC          | NC          | NC          | C           | NC          |             |             |             |
| Jean-Pierre Castaldi | NC          | NC          | NC          | NC          | NC          | NC          | NC          | NC          | NC          | C           | 30          | 30          | 30          | NC          | NC          | NC          | NC          | NC          | NC          | C           | NC          | NC          | NC          | NC          | NC          | NC          | NC          | NC          | NC          | NC          | NC          | NC          | NC          | NC          | C           | NC          |             |             |             |
| Olivier Minne        | NC          | NC          | NC          | NC          | NC          | C           | NC          | C           | NC          | NC          | NC          | NC          | NC          | 223         | 223         | 223         | 223         | 223         | 223         | 223         | 223         | 223         | 223         | 223         | 223         | 223         | 223         | 223         | 223         | 223         | 223         | 223         | 223         | 223         | 223         | 223         |             |             |             |
| Sarah Lelouch        | NC          | NC          | NC          | NC          | NC          | NC          | NC          | NC          | NC          | NC          | NC          | NC          | NC          | 30          | 30          | 30          | NC          | NC          | NC          | C           | NC          | NC          | NC          | NC          | NC          | NC          | NC          | NC          | NC          | NC          | NC          | NC          | NC          | NC          | NC          | NC          |             |             |             |
| Anne-Gaëlle Riccio   | NC          | NC          | NC          | NC          | NC          | NC          | NC          | NC          | NC          | NC          | NC          | NC          | NC          | NC          | NC          | C           | 40          | 40          | 40          | 40          | NC          | NC          | C           | NC          | NC          | C           | NC          | NC          | NC          | C           | NC          | NC          | NC          | NC          | P           | NC          |             |             |             |

| Oui | Animation                                    |
| C   | Participation en tant que candidat(e)        |
| P   | Intervention dans une séquence de l'émission |

### Animateurs

#### Patrice Laffont (1990-1999)

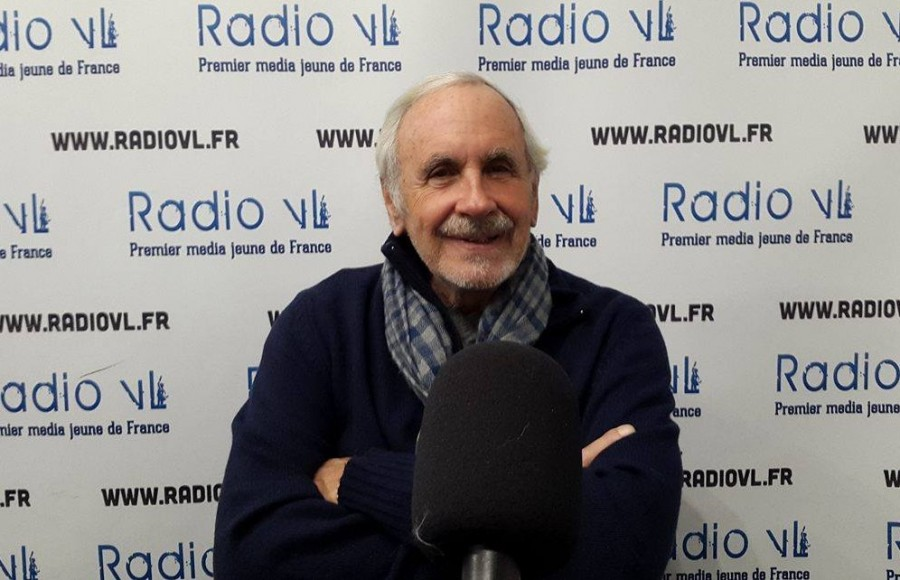
Patrice Laffont en 2015.

Patrice Laffont présente l'émission pendant dix saisons consécutives, de 1990 à 1999. Si sa tâche la première année ne consiste qu'à accompagner, avec l'animatrice, les candidats de cellule en cellule, il se forge par la suite, fort de sa carrière de comédien, un rôle de « maître du fort », à mi-chemin entre la présentation et le jeu d'acteur. Il incarne ainsi le maître des lieux, proche des personnages du fort et impitoyable avec les différentes équipes venues s'approprier le trésor. Dans le cadre d'une interview en 2015, il explique que le rôle de l'animatrice était « la mamma, elle rassurait les candidats » alors que lui « les cassai[t] ». À partir de 1991, il rejoint le père Fouras dans sa vigie en fin d'émission pour la « pensée du jour ». Il décide de quitter le jeu en 1999, considérant avoir fait le tour de son rôle de « Maître du fort ».
Il revient en tant que candidat en 2000, en 2009 et en 2013, et participe également au best-of des 15 ans de l'émission en 2004.
Pour les 30 ans de l'émission en 2019, il intervient en vigie pour proposer aux candidats de revivre une ancienne épreuve du jeu dans la séquence du voyage dans le temps. Il incarne une version fictive de son propre rôle.
Il revient une dernière fois sur le fort en 2024, pour le 35e anniversaire du jeu, à nouveau en tant que candidat. Il devient ainsi détenteur de plusieurs records liés à l'émission : celui de l'animateur du programme qui y a participé le plus souvent comme candidat (à égalité avec Anne-Gaëlle Riccio) et celui de la personnalité la plus âgée lors de sa participation comme candidat (84 ans au moment du tournage). Il devient par ailleurs la première personnalité dont la participation se fait à titre posthume ; en effet, la diffusion de l'émission, initialement prévue après l'été, est finalement programmée une semaine après son décès, survenu le 7 août 2024.

#### Jean-Pierre Castaldi (2000-2002)

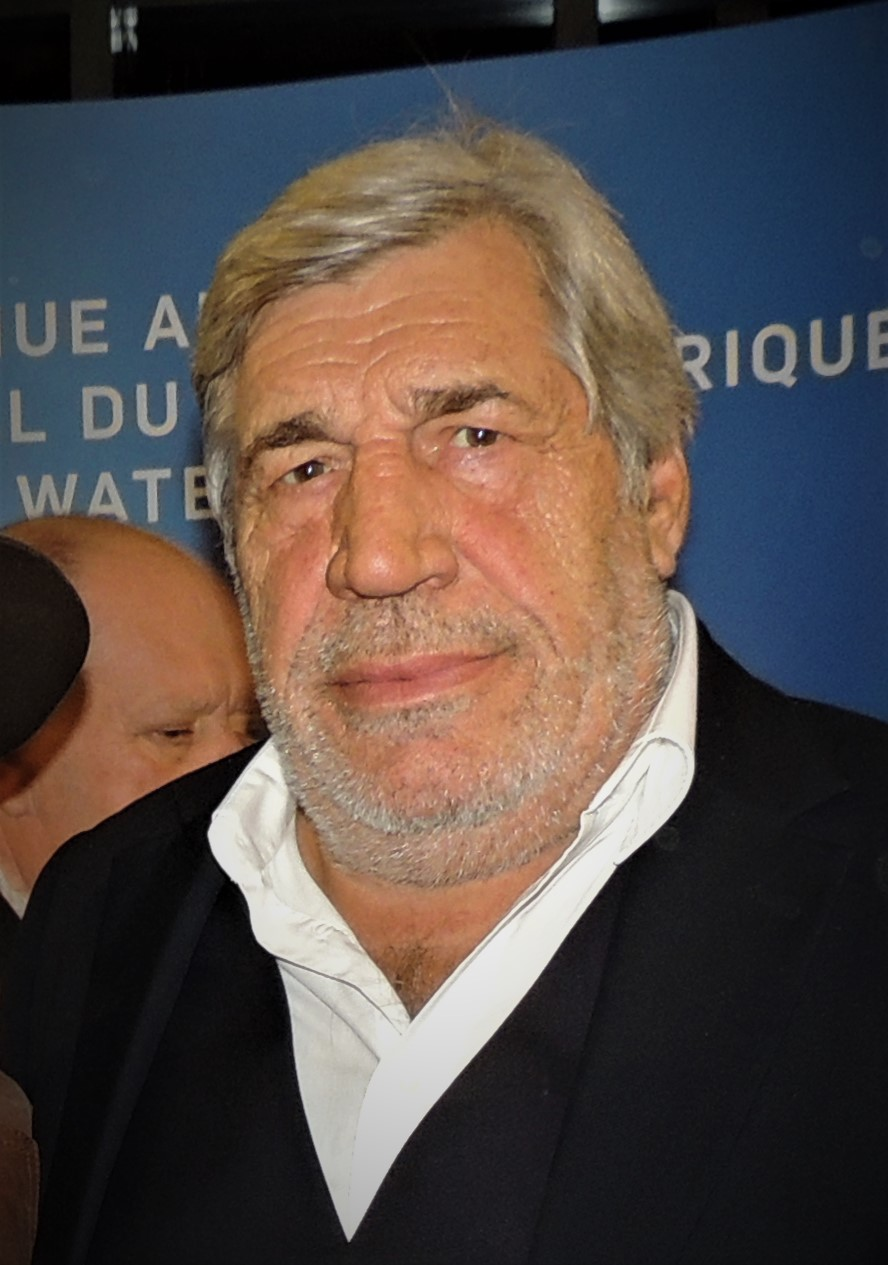
Jean-Pierre Castaldi en 2013.

Maître du fort entre 2000 et 2002, Jean-Pierre Castaldi a participé en tant que candidat en 1999, en 2009 et en 2024.
On lui a souvent reproché son côté exubérant et ses excès vocaux. Bien qu'ayant un contrat pour quatre saisons,, il est congédié en 2002 après une saison en demi-teinte en ce qui concerne les audiences[source secondaire nécessaire], la production de l'émission et France 2 souhaitant renouveler l'image du jeu en profondeur.

#### Olivier Minne (2003-2025)

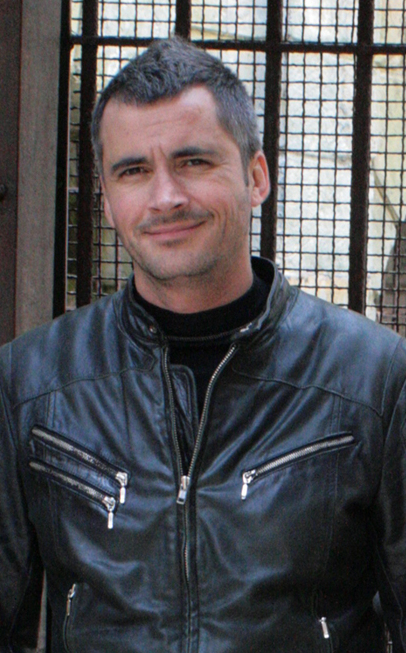
Olivier Minne, devant la grille de la salle du trésor de Fort Boyard, en mai 2007.

Animateur à partir de 2003, Olivier Minne a participé en tant que candidat en 1995 et 1997 ainsi qu'en 2007 pour l'adaptation belge.
De 2003 à 2005, il partage l'animation du jeu avec Sarah Lelouch mais ne se qualifie pas encore de « Maître du fort » mais d'« Hôte du fort ».
Ce n'est qu'en 2006 qu'il accepte le titre porté par ses prédécesseurs. Il forme de 2006 à 2009 un tandem avec Anne-Gaëlle Riccio.
En 2010, il présente la nouvelle formule « duel » seul, et joue le rôle d'arbitre, veillant au bon déroulement des règles du jeu, et voix off de l'émission.
De 2011 à 2025, il reste seul aux commandes pour le retour à la formule classique et se retrouve dans un nouveau rôle à mi-chemin entre ceux des anciens Maîtres du Fort et co-animatrices. Une partie de son ancien rôle est cédé au père Fouras, lequel décide des épreuves et des candidats grâce aux parchemins et préside le Conseil. Son rôle est alors d'accompagner l'équipe durant le jeu, de les encourager, de les alerter, d'expliquer les épreuves et de donner des conseils.
À deux reprises, il participe également comme candidat à des séquences du jeu, à la suite de règles exceptionnelles, alors qu'il est animateur : l'aventure du Saut de l'ange en 2023 (où il effectue le saut en binôme avec Laëtitia Milot, celle-ci ayant remporté un bonus lui permettant d'être accompagnée de l'animateur pour réaliser l'épreuve) et la salle du trésor en 2024 (où, après découverte du mot-code par l'équipe de Patrice Laffont, il prend la place de ce dernier pour composer le mot-code et récolter les boyards, Patrice reprenant alors sa place d'animateur le temps de cette séquence).
En 2024 et 2025, il anime également la version belge francophone diffusée sur Tipik. Il devient ainsi le premier animateur du programme en France à avoir présenté une version étrangère.
Excepté en 2010, Olivier Minne termine toujours l'émission en criant la phrase « Toujours plus loin, toujours plus haut, toujours plus fort ! », qui devient alors le slogan de l'émission,,.
Olivier Minne anime à l'été 2025 sa dernière saison sur le Fort, étant en partance pour le groupe M6.

### Animatrices

#### Marie Talon (1990)
Première animatrice en 1990, avec un rôle au départ similaire à celui de Patrice Laffont, Marie Talon est congédiée en milieu de saison officiellement pour raison de santé (elle se serait foulé la cheville), officieusement pour mauvaises audiences et des différends avec la production[réf. souhaitée].
Elle ne présente que neuf émissions sur les quinze que compte la saison, et reste une animatrice éphémère et globalement oubliée des téléspectateurs[source secondaire souhaitée].
Depuis, elle a quitté le monde médiatique et ne souhaite pas revenir participer à l'émission, dont elle garde un souvenir amer de son départ précipité[source secondaire souhaitée]. Elle est ainsi la seule personne ayant animé le jeu à ne pas avoir participé en tant que candidate. Néanmoins, son nom est cité au générique de fin du best-of diffusé en 2004 pour les 15 ans de l'émission et elle apparaît dans l'émission en photographie ou caméo dans certaines épreuves[source secondaire souhaitée].

#### Sophie Davant (1990-1991)
Animatrice de 1990 à 1991, Sophie Davant a remplacé Marie Talon en milieu de saison 1990 et a couvert l'ensemble de la saison 1991.
Elle revient sur le fort en tant que candidate en 2000, en 2001 et en 2009 et participe au best-of des 15 ans de l'émission en 2004.

#### Valérie Pascal (1992)
En 1992, Valérie Pascal remplace Sophie Davant partie présenter La Piste de Xapatan. Elle reste avec Marie Talon l'animatrice qui aura le moins marqué l'émission, ne restant qu'une saison et se voyant reprocher sa timidité et son effacement face aux candidats.
Elle participe en tant que candidate en 1991 et en 2009.

#### Cendrine Dominguez (1993-2002)

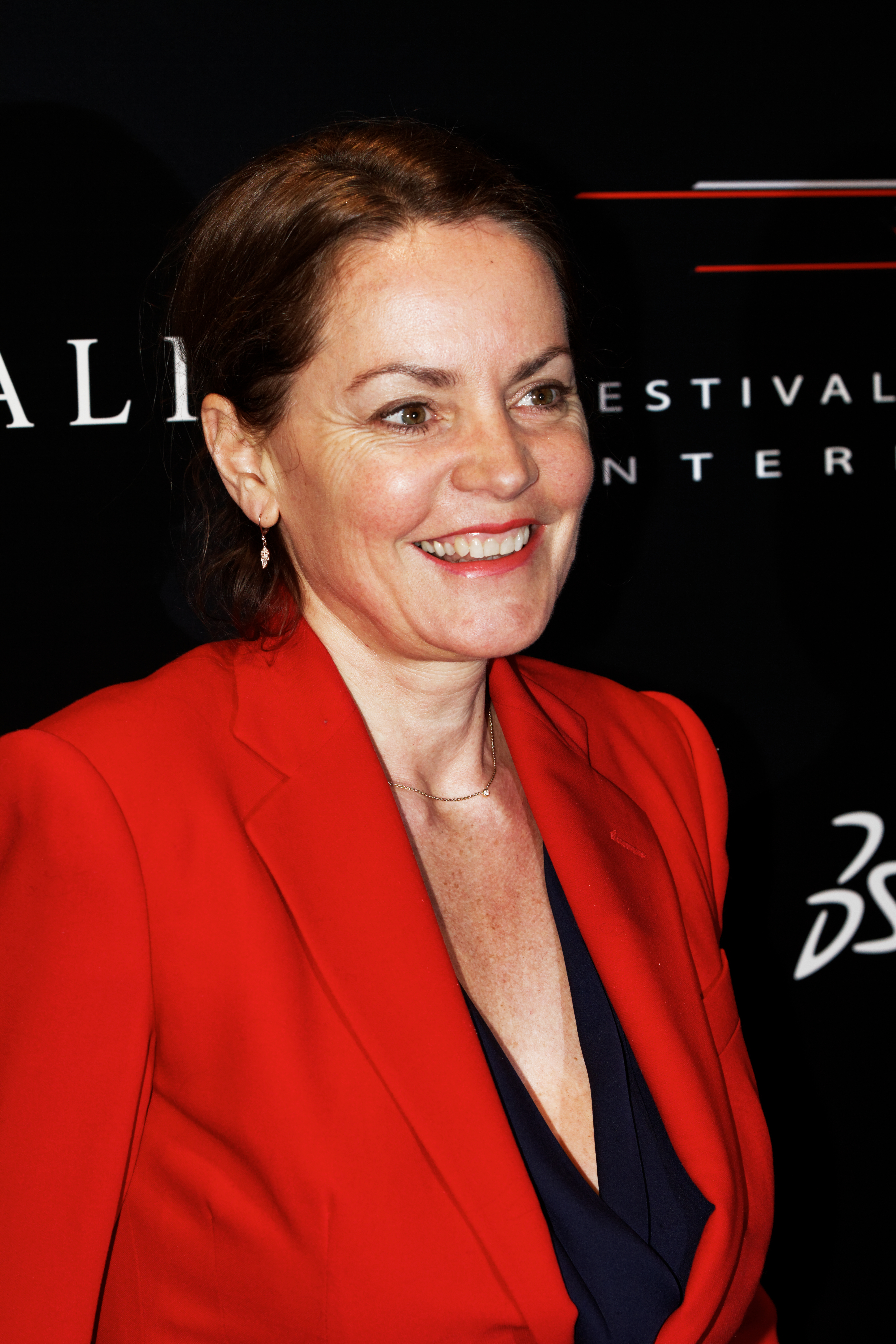
L'animatrice Cendrine Dominguez au festival automobile international en 2014.

Animatrice de 1993 à 2002, Cendrine Dominguez a la plus grande longévité et le plus grand nombre d'émissions présentées en tant qu'animatrice, et a logiquement marqué les esprits.
Elle officie avec Patrice Laffont pendant sept saisons, puis avec Jean-Pierre Castaldi pendant trois saisons. Elle quitte le jeu en 2002 pour se consacrer à son émission Téva Déco sur la chaîne du câble et du satellite Téva.
Quand elle revient sur le fort en 2004 pour l'anniversaire de l'émission, elle explique avoir toujours refusé de revenir en tant que candidate, ayant une peur phobique des serpents[source insuffisante]. En 2024, elle accepte finalement l'invitation à participer comme candidate aux côtés de Patrice Laffont lors d'une émission spéciale pour célébrer la trente-cinquième saison[source secondaire souhaitée].

#### Sarah Lelouch (2003-2005)

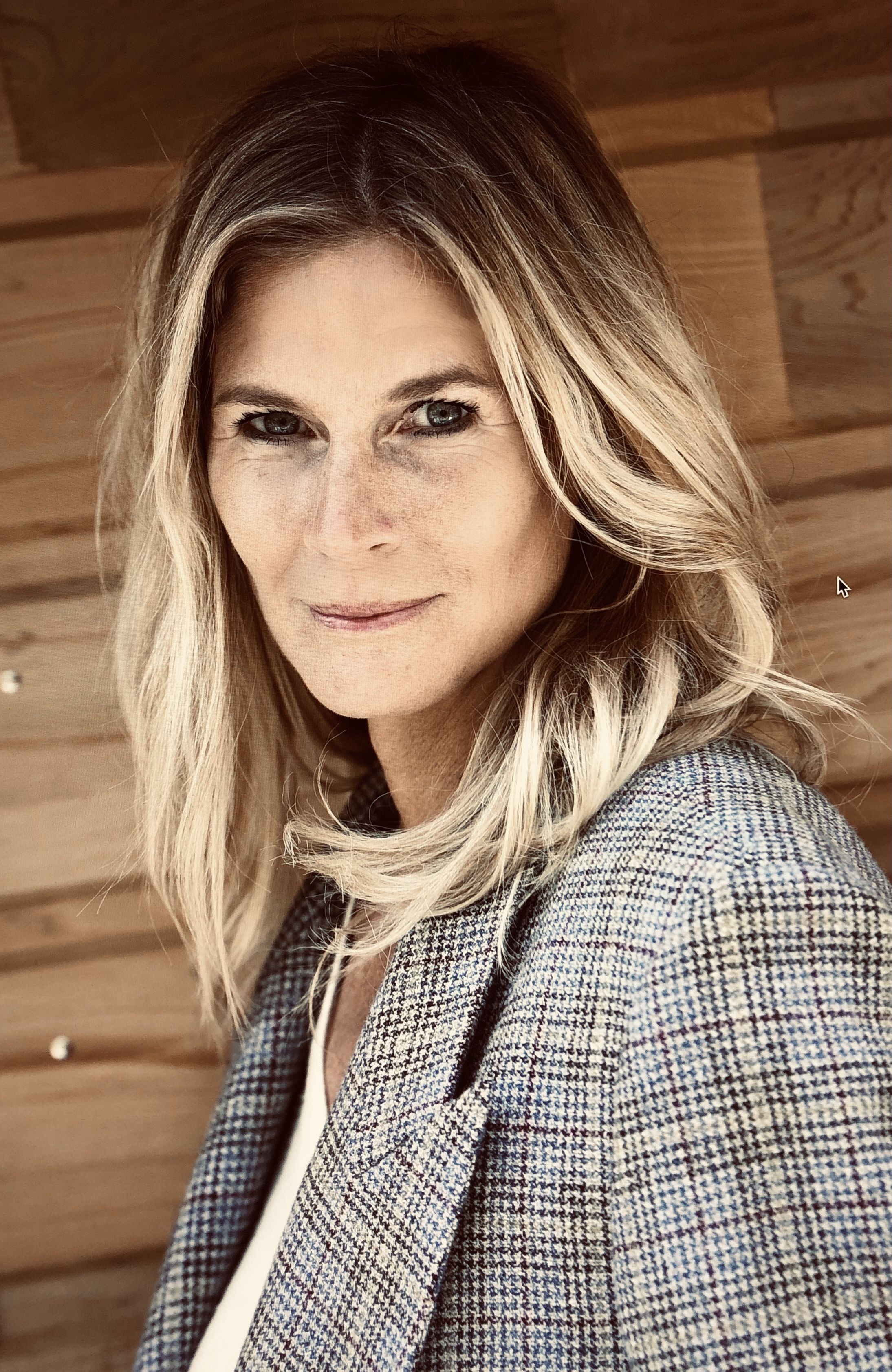
Sarah Lelouch en 2021.

De 2003 à 2005, Sarah Lelouch marque le renouveau du fort après une année d'essoufflement[source secondaire nécessaire]. Elle anime l'émission pendant trois saisons consécutives avec Olivier Minne.
Elle quitte l'émission pour se consacrer à Watch'us, la maison de production qu'elle dirige[source secondaire souhaitée].
Elle participe en tant que candidate en 2009.

#### Anne-Gaëlle Riccio (2006-2009)

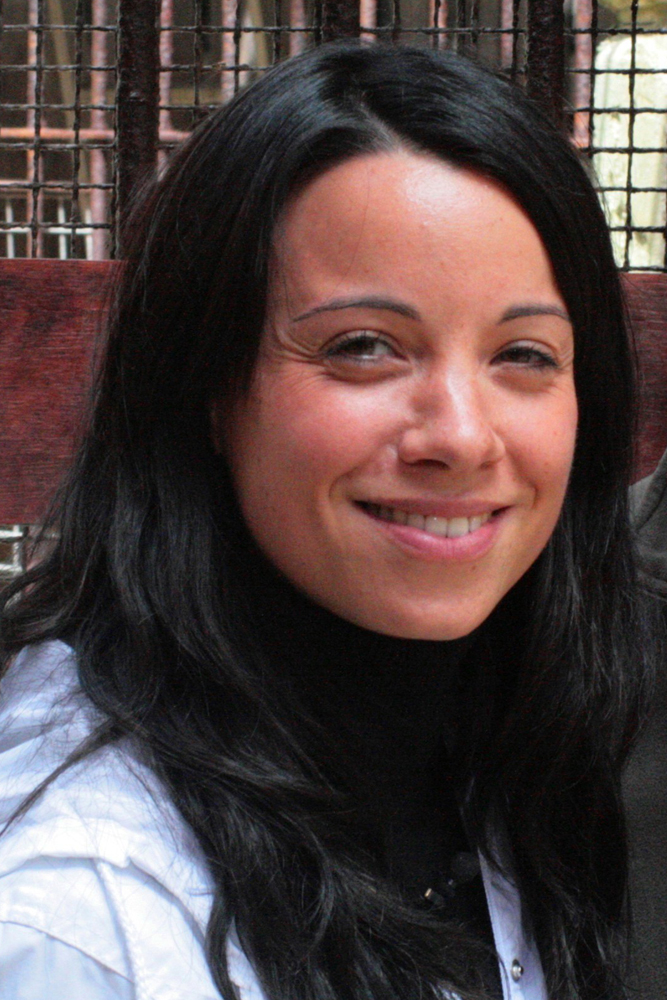
Anne-Gaëlle Riccio sur le tournage de Fort Boyard en mai 2007.

Animatrice de 2006 à 2009, Anne-Gaëlle Riccio est la dernière animatrice de l'émission. Elle a participé en tant que candidate en 2005, en 2012, en 2015 et en 2019, ce qui en fait l'animatrice ayant participé le plus souvent en tant que candidate. En tant qu'animatrice, elle se considère comme le « 7e membre de l'équipe », s'efforçant de donner les meilleures indications possibles aux candidats.
Anne-Gaëlle Riccio devait présenter la version duel en 2010 où elle devait suivre l'une des deux équipes[réf. souhaitée], mais elle annonce son départ en février 2010, dû à l'installation des nouvelles règles qui ne lui plaisaient pas[source secondaire souhaitée]. Elle explique que son rôle n'était plus nécessaire et explique que sa présence serait inutile, qu'elle ne voulait pas jouer les « potiches » et a donc préféré partir[source secondaire souhaitée].
Malgré le retour à une formule de jeu classique en 2011, la production décide de ne pas faire revenir d'animatrice[source secondaire souhaitée]. L'idée derrière cette décision est que les candidats soient autonomes et se débrouillent seuls face aux épreuves. Néanmoins, une partie des missions qu'elle effectuait sont aujourd'hui assurées par Olivier seul.
Anne-Gaëlle Riccio présente néanmoins seule deux émissions spéciales enfants parrainées par Prince de LU en 2011, deux autres en 2012 et à nouveau deux en 2013 (soit six émissions au total).
Dans la troisième émission de la saison 2024, Anne-Gaëlle fait une apparition dans la « cellule interdite » du « repaire des bannis », où une histoire fictive sur ses activités après avoir cessé de présenter le jeu est racontée : elle se serait reconvertie dans les paris sur différents jeux du fort[source secondaire souhaitée].

### Voix off
En 1990, une voix off est présente dans chaque émission. Après Didier Hervé dans le premier épisode, le comédien Paul Barge conte les légendes du fort et des histoires liées aux épreuves, tout en commentant la progression des candidats. En 1991, on[style à revoir] peut entendre la voix de l'animateur Patrice Laffont à certains moments de l'émission, expliquer les règles d'une partie du jeu ou une anecdote liée à l'histoire du fort[source secondaire souhaitée].
En 2003, 2008 et 2009, l'animateur Olivier Minne intervient en voix off avant chaque partie du jeu pour en expliquer les règles[source secondaire souhaitée]. Entre 2004 et 2007, c'est le comédien Patrick Kuban qui prête sa voix pour ces passages (ainsi que dans la version belge francophone en 2006 et 2007).
En 2010, pour la version « duel », Olivier est régulièrement en voix off pour commenter les prestations des candidats et expliquer le principe des épreuves[pertinence contestée].
À partir de 2011, une voix off introduit chaque émission lors du pré-générique en contant la légende du fort et/ou en présentant l'aventure que vont vivre les candidats. Elle introduit aussi les différentes parties du jeu (jugement, cage, quête des indices, conseil et salle du trésor) ainsi que certaines épreuves mettant en scène les personnages du fort. Ces séquences changent d'une saison à l'autre mais sont, sauf exceptions, les mêmes pour toutes les émissions d'une même saison. Françoise Cadol (connue notamment pour être la voix française de Lara Croft, Sandra Bullock et Angelina Jolie) est la principale intervenante. À partir de 2016, elle intervient également avant la plupart des épreuves en cellule pour en expliquer brièvement les règles aux téléspectateurs. Elle est également la voix off dans la version belge francophone en 2024. D'autres jouent ce rôle ponctuellement comme Pierre-Alain de Garrigues (pour introduire l'épreuve de Megagaf en 2019 et le conseil) et Olivier Minne (en 2020 et 2024 pour l'introduction du jugement) ou les personnages de l'émission eux-mêmes pour introduire leurs propres jeux[réf. souhaitée].

## Personnages du fort
Le fort est peuplé de différents personnages, aux rôles plus ou moins importants dans le jeu, qui bénéficient chacun d'une histoire racontée par les animateurs ou des saynètes.
Plus de cinquante personnages, incarnés par des acteurs souvent inconnus du public, sont passés par le fort depuis 1990, certains pendant plus longtemps que d'autres. Ceux qui suivent sont restés durant au moins dix ans.
- Père Fouras (depuis 1990, incarné par Yann Le Gac sauf en 1990 et en 2002) : personnage emblématique de l'émission, ce vieil homme plutôt espiègle, avec sa longue barbe blanche et sa voix enrouée, est le gardien du fort. Il serait né en 1815 sur l'île d'Aix, issu d'une longue lignée de navigateurs et fut engagé par hasard sur la construction du fort avant d'en devenir le gardien[55]. Le trésor lui appartiendrait depuis longtemps et il aurait décidé de le cacher sur le fort en y arrivant[56]. Jusqu'en 2010, il suivait le parcours de l'équipe depuis la vigie et posait des énigmes aux candidats qui y montaient pour remporter une clé ou un indice. Depuis 2011, il est présenté comme le principal adversaire des candidats, faisant tout pour protéger son trésor. Il reste enfermé dans son antre au cœur du fort, indique quelles épreuves seront effectuées et décide des candidats qui vont les affronter en transmettant un parchemin à l'équipe par l'intermédiaire de son messager Passe-Muraille. Il intervient également à distance dans plusieurs épreuves et préside le Conseil (en remplacement de l'animateur qui le faisait jusqu'en 2010). De 2022 à 2023, il présente des atouts, des cartes différentes à chaque émission et qui influencent les épreuves et les aventures[57],[58]. En 2024, il crée les cellules interdites qui ont le même principe que les atouts mais sont plus complexes[59].

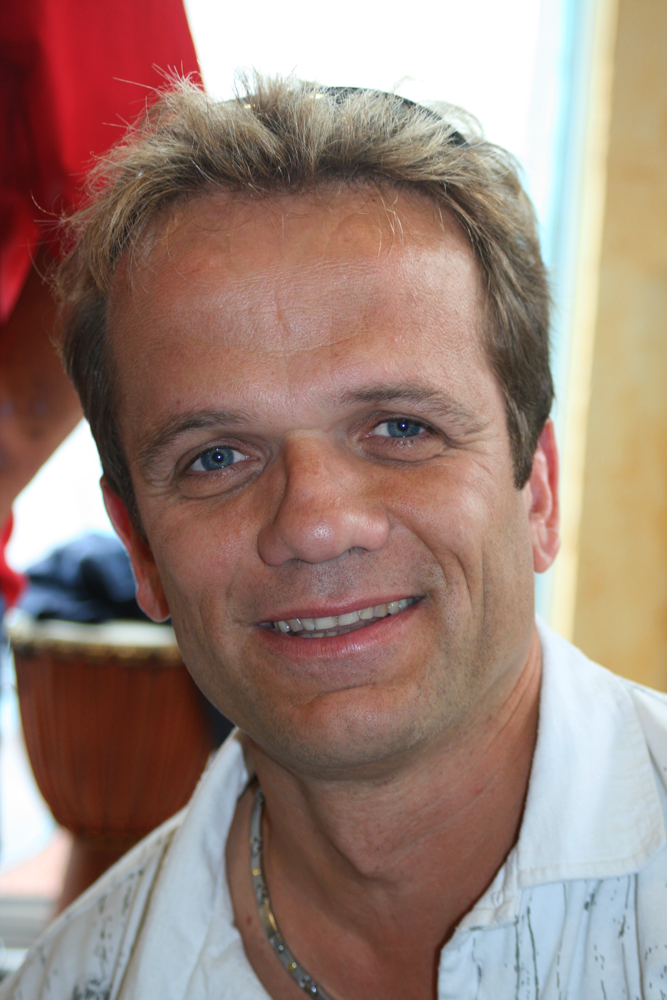
André Bouchet, dit « Passe-Partout », en juillet 2009.

- Passe-Partout (depuis 1990, incarné par André Bouchet) : nain qui guide les candidats dans les coursives du Fort et garde les clés et cartouches-indices de l'équipe. C'est également lui qui enferme les candidats qui ne ressortent pas d'une cellule à la fin de la clepsydre. En fin d'émission, il procède à la pesée des boyards. Il sonnait le gong (qui lançait le début de l'émission) en 1990 et 1991, et tournait la tête de tigre de la salle du trésor (pour valider le mot-code composé par l'équipe) en 1991. Lors de la version duel de 2010, il guidait l'une des deux équipes, tout comme Passe-Muraille. Personnage muet à l'écran, on pouvait néanmoins l'entendre parler dans la version française de temps en temps jusqu'en 1994[60]. En 2024 , le personnage évolue, il est non seulement doté de la capacité à parler mais il peut maintenant donner des conseils aux candidats durant les épreuves et les aventures[61].
- Passe-Temps (de 1990 à 2009, incarné par Alain Prévost) : nain accompagnant l'équipe aux côtés de Passe-Partout, il emmène les candidats devant s'équiper pour une épreuve ultérieure, ou pour voir le père Fouras en vigie où il tient le sablier sanctionnant le temps dont le candidat dispose pour répondre à l'énigme. En fin d'émission, il procède à la pesée des boyards aux côtés de Passe-Partout.
- Passe-Muraille (depuis 2004, incarné par Anthony Laborde) : nain qui, à l'origine, accompagnait les candidats lors des parties intermédiaires (les épreuves nocturnes de 2004 et 2005, le cryptogramme en 2007, le Code-couleurs en 2008 et la Salle des coffrets en 2009) et était présent à la fin de l'émission pour l'ouverture du coffret bonus (gagné à l'issue de la partie intermédiaire entre 2007 et 2009) et la pesée. Il devient messager personnel du père Fouras en 2011, jouant le rôle d'intermédiaire entre le vieux sage et l'animateur en remettant à ce dernier les parchemins indiquant le nom des épreuves et des candidats les réalisant. Cette même année, il reprend également une partie du rôle de Passe-Temps, et accompagne les candidats devant s'équiper pour une épreuve ultérieure. Durant plusieurs années, il se déguise en apportant les parchemins. Depuis 2024, comme Passe-partout, il a la capacité de parler, il affronte aussi les candidats à quelques épreuves et aventures[61].
- La Boule (de 1994 à 2013, incarné par Yves Marchesseau) : ce marin échoué sur le fort sonnait le gong pour marquer le début et la fin de chaque quête. En tant que geôlier, il récupérait les candidats prisonniers dans les épreuves et les emmenait dans leurs cachots. Il apparaît en 1994 après le départ de Sumo (personnage qui tenait le même rôle en 1992 et 1993) et quitte le Fort en 2014 pour problèmes de santé[62] (desquels il décède quelques mois plus tard[63],[64],[65]).
- Félindra (depuis 1991, incarnée par Monique Angeon sauf en 1998 et en 2006, deux éditions où elle est remplacée respectivement par Thierry Le Portier et Kareen Le Portier[66]) : dompteuse des trois tigresses (Tosca, Kali et Minh en 2018[67]), elle les fait sortir de la salle du trésor à la fin de l'émission, pour la prise du trésor. Depuis 1992, une fois que les candidats ont composé le mot-code, elle fait tourner la tête de tigre afin de valider le mot-code proposé par les candidats. Si le mot-code composé est faux ou si l'équipe n'a proposé aucun mot-code, elle place les boulets sur les bonnes dalles pour faire tomber les boyards et remplit une petite bourse qu'elle remet à l'équipe en consolation. De 2014 à 2019, elle sonne également le gong avec son fouet au début et à la fin de chaque quête en remplacement de La Boule. Les tigres sont remplacés par des statues des tigres animées en 3D depuis 2022[68].
- Maîtres ou Maîtres du Temps - également appelés Maîtres des jeux entre 1995 et 2000 et Maîtres des ténèbres entre 2003 et 2010 - (depuis 1995) : dissimulés sous de longues vestes en cuir et des masques de tigres en fer, ils sont présents dans la salle du Conseil[69] où ils défient les participants dans des duels. Entre 2003 et 2009, pendant la période nocturne de l'aventure, ils allumaient les flambeaux accrochés aux alcôves du Fort. Sous ce déguisement, il s'agirait de membres de la production et d'autres personnages. Depuis 2016, les Maîtres femmes sont clairement distinguables des Maîtres hommes (tenue moulante de couleur chair, au lieu de la longue veste de cuir).
- Le magicien - également appelé Mister Réflexe ou Le Corsaire les premières saisons[70],[71] - (de 1990 à 2000 et de 2003 à 2013, incarné par plusieurs hommes dont Gilles Arthur et Serge Avril) : apparaît dans plusieurs épreuves dont le bonneteau où le(s) candidat(s) doi(ven)t découvrir sous quel gobelet se trouve une petite clé après manipulation par le personnage (trois petites clés sont nécessaires pour ouvrir les cadenas et récupérer la véritable clé).
- La lutteuse - également surnommée Pénélope Gadoue lors des premières saisons[72],[Note 4] et Lady Boo depuis 2011[73] - (depuis 1990, sauf en 2000 et de 2007 à 2010, incarné par plusieurs femmes) : elle défie les candidates dans l'épreuve de la lutte dans la boue, ou lors de l'épreuve des cotons-tiges où la candidate et la lutteuse sont en équilibre sur une poutre et doivent faire tomber leur adversaire à l'aide de gros cotons-tiges.
- Le lutteur - également surnommé Mister Boo de 2013 à 2019[74] - (de 1990 à 1996 et depuis 2013, incarné par plusieurs hommes dont Cyril André de 2013 à 2019) : il défie les candidats dans l'épreuve des cotons-tiges et dans plusieurs variantes de la lutte dans la boue depuis 2013. Depuis le départ de La Boule en 2014, il récupère une partie des fonctions de ce dernier, notamment celui d'escorter les candidats emprisonnés jusqu'à leur cellule ou à leur jugement.
- L'homme fort - également surnommé Bras d'acier les premières saisons[72],[75] - (de 1990 à 2007, incarné par plusieurs hommes) : avec son impressionnante musculature, il défie les candidats dans des épreuves de force comme le cabestan ou le bras de fer.
- Ariane (de 1991 à 2000, incarnée par plusieurs femmes) : jeune fille nue qui porte un mot-indice tatoué sur son corps et qu'un candidat masculin doit rejoindre dans l'obscurité en suivant le fil d'Ariane.
- La juge Blanche (depuis 2011, incarnée par plusieurs femmes dont Delphine Wespiser depuis 2013) : elle accueille dans la salle du jugement les équipes qui n'ont pas toutes les clés nécessaires et/ou qui ont des prisonniers (jusqu'en 2020) à l'issue de la première partie du jeu. À partir de 2015, apparaît Rouge (incarnée également par Delphine Wespiser), la sœur jumelle de Blanche qui met au défie les candidats d'abord pour des clés mais désormais partage la charge du jugement avec sa sœur.
- Le chef Willy (depuis 2013, incarné par Willy Rovelli) : cuisinier fou qui propose à manger de la nourriture exotique ou surprenante dans un restaurant de 2013 à 2016. De 2016 à 2019 , il est toujours de son restaurant mais propose une cantine pour enfant. De 2013 à 2019 il anime le "Willy mix". En 2020 , Willy devient barman après que son restaurant a été fermé par le père Fouras. En 2021, il devient prisonnier à la suite de la découverte, par le Père Fouras, de son bar clandestin et aide à libérer les candidats avec le "Willy-maton". Il devient ensuite Shérif de 2022 à 2023 et anime la prison et aide toujours à libérer les candidats . En 2024, il décide de faire un stage à Paris et devient William, cuisinier gastronomique et réaménage son ancien restaurant en restaurant 4 étoiles[76]. Il aide à libérer les candidats prisonniers.
- Le chasseur (depuis 2022, incarné par Valentin Azéma) : Maître des maîtres, il sélectionne un candidat et le teste lors d'une épreuve dans son repaire, afin de détecter chez lui les qualités d'un vrai maître du temps.
- Cyril Gossbo (depuis 2020, incarné par Cyril Féraud): D'abord la poupée qui présente Slaïme, il est désormais l'animateur has-been réduit au débarras du Fort, n'ayant pas répondu aux exigences d'audimat du Père Fouras. Il pose des questions aux candidats sur le fort . En 2024, il aménage le débarras et pose désormais des questions sur le cinéma .
- Passe Oussakas (depuis 2023 incarnée par Stéphanie Lhorset) : Reine des catacombes du Fort, deux candidats se présentent face à elle, elle en choisit un qui doit réaliser un puzzle en forme de serpent dans une boîte remplie de serpents, pendant que l'autre doit s'allonger et rester immobile dans un cercueil rempli de serpents en maintenant une manette sous peine d'envoyer l'autre candidat en prison, le candidat dans le cercueil servant de clepsydre humaine. En 2024, un seul candidat suffit et entre dans le cercueil pour récupérer l'indice .

## Fort Boyarddans le monde

Mappemonde représentant les pays où Fort Boyard est ou a été diffusé.

### Tournage
Fort Boyard est un jeu de création française, mais le fort est aussi utilisé par des chaînes de télévision étrangères. Entre mai et juillet, les différents pays alternent sur le monument charentais, utilisant une partie des équipes techniques et des personnages de l'émission française, et tournent leur propre adaptation du jeu, plus ou moins différente de l'originale. Ce sont près de trente-cinq pays qui sont venus tourner sur le fort depuis 1990.
En 2000, un nombre record de 11 pays sont venus tourner sur le fort. A contrario en 2020, aucun pays n'est exceptionnellement venu tourner de version étrangère en raison de la pandémie de Covid-19.
| Pays de diffusion        | Formats d'émission par pays de 1990 à aujourd'hui | Formats d'émission par pays de 1990 à aujourd'hui | Formats d'émission par pays de 1990 à aujourd'hui | Formats d'émission par pays de 1990 à aujourd'hui | Formats d'émission par pays de 1990 à aujourd'hui | Formats d'émission par pays de 1990 à aujourd'hui | Formats d'émission par pays de 1990 à aujourd'hui | Formats d'émission par pays de 1990 à aujourd'hui | Formats d'émission par pays de 1990 à aujourd'hui | Formats d'émission par pays de 1990 à aujourd'hui | Formats d'émission par pays de 1990 à aujourd'hui | Formats d'émission par pays de 1990 à aujourd'hui | Formats d'émission par pays de 1990 à aujourd'hui | Formats d'émission par pays de 1990 à aujourd'hui | Formats d'émission par pays de 1990 à aujourd'hui | Formats d'émission par pays de 1990 à aujourd'hui | Formats d'émission par pays de 1990 à aujourd'hui | Formats d'émission par pays de 1990 à aujourd'hui | Formats d'émission par pays de 1990 à aujourd'hui | Formats d'émission par pays de 1990 à aujourd'hui | Formats d'émission par pays de 1990 à aujourd'hui | Formats d'émission par pays de 1990 à aujourd'hui | Formats d'émission par pays de 1990 à aujourd'hui | Formats d'émission par pays de 1990 à aujourd'hui | Formats d'émission par pays de 1990 à aujourd'hui | Formats d'émission par pays de 1990 à aujourd'hui | Formats d'émission par pays de 1990 à aujourd'hui | Formats d'émission par pays de 1990 à aujourd'hui | Formats d'émission par pays de 1990 à aujourd'hui | Formats d'émission par pays de 1990 à aujourd'hui | Formats d'émission par pays de 1990 à aujourd'hui | Formats d'émission par pays de 1990 à aujourd'hui | Formats d'émission par pays de 1990 à aujourd'hui | Formats d'émission par pays de 1990 à aujourd'hui | Formats d'émission par pays de 1990 à aujourd'hui | Formats d'émission par pays de 1990 à aujourd'hui |
| ------------------------ | ------------------------------------------------- | ------------------------------------------------- | ------------------------------------------------- | ------------------------------------------------- | ------------------------------------------------- | ------------------------------------------------- | ------------------------------------------------- | ------------------------------------------------- | ------------------------------------------------- | ------------------------------------------------- | ------------------------------------------------- | ------------------------------------------------- | ------------------------------------------------- | ------------------------------------------------- | ------------------------------------------------- | ------------------------------------------------- | ------------------------------------------------- | ------------------------------------------------- | ------------------------------------------------- | ------------------------------------------------- | ------------------------------------------------- | ------------------------------------------------- | ------------------------------------------------- | ------------------------------------------------- | ------------------------------------------------- | ------------------------------------------------- | ------------------------------------------------- | ------------------------------------------------- | ------------------------------------------------- | ------------------------------------------------- | ------------------------------------------------- | ------------------------------------------------- | ------------------------------------------------- | ------------------------------------------------- | ------------------------------------------------- | ------------------------------------------------- |
| Pays de diffusion        | 1990                                              | 1991                                              | 1992                                              | 1993                                              | 1994                                              | 1995                                              | 1996                                              | 1997                                              | 1998                                              | 1999                                              | 2000                                              | 2001                                              | 2002                                              | 2003                                              | 2004                                              | 2005                                              | 2006                                              | 2007                                              | 2008                                              | 2009                                              | 2010                                              | 2011                                              | 2012                                              | 2013                                              | 2014                                              | 2015                                              | 2016                                              | 2017                                              | 2018                                              | 2019                                              | 2020                                              | 2021                                              | 2022                                              | 2023                                              | 2024                                              | 2025                                              |
| Algérie                  |                                                   |                                                   |                                                   |                                                   |                                                   |                                                   |                                                   |                                                   |                                                   |                                                   |                                                   |                                                   |                                                   |                                                   |                                                   |                                                   |                                                   | 1                                                 |                                                   | 2                                                 | 3                                                 | 4                                                 | 5                                                 |                                                   |                                                   |                                                   |                                                   |                                                   |                                                   |                                                   |                                                   |                                                   |                                                   |                                                   |                                                   |                                                   |
| Allemagne                | 1                                                 |                                                   |                                                   |                                                   |                                                   |                                                   |                                                   |                                                   |                                                   |                                                   | 2                                                 | 3                                                 |                                                   |                                                   |                                                   |                                                   |                                                   |                                                   |                                                   |                                                   | 4                                                 |                                                   |                                                   |                                                   |                                                   |                                                   |                                                   |                                                   | 5                                                 |                                                   |                                                   |                                                   |                                                   |                                                   |                                                   |                                                   |
| Argentine                |                                                   |                                                   |                                                   |                                                   |                                                   |                                                   |                                                   |                                                   |                                                   | 1                                                 | 2                                                 |                                                   |                                                   |                                                   |                                                   |                                                   |                                                   |                                                   |                                                   |                                                   |                                                   |                                                   |                                                   |                                                   |                                                   |                                                   |                                                   |                                                   |                                                   |                                                   |                                                   |                                                   |                                                   |                                                   |                                                   |                                                   |
| Arménie                  |                                                   |                                                   |                                                   |                                                   |                                                   |                                                   |                                                   |                                                   |                                                   |                                                   |                                                   |                                                   |                                                   |                                                   |                                                   |                                                   |                                                   |                                                   |                                                   | 1                                                 |                                                   |                                                   |                                                   |                                                   |                                                   |                                                   |                                                   |                                                   |                                                   |                                                   |                                                   |                                                   |                                                   |                                                   |                                                   |                                                   |
| Azerbaïdjan              |                                                   |                                                   |                                                   |                                                   |                                                   |                                                   |                                                   |                                                   |                                                   |                                                   |                                                   |                                                   |                                                   |                                                   |                                                   |                                                   |                                                   |                                                   |                                                   |                                                   |                                                   |                                                   |                                                   | 1                                                 | 2                                                 |                                                   |                                                   |                                                   |                                                   |                                                   |                                                   |                                                   |                                                   |                                                   |                                                   |                                                   |
| Belgique Wallonie        |                                                   |                                                   |                                                   |                                                   |                                                   |                                                   |                                                   |                                                   |                                                   |                                                   |                                                   |                                                   |                                                   |                                                   |                                                   |                                                   | 1                                                 | 2                                                 |                                                   |                                                   |                                                   |                                                   |                                                   |                                                   |                                                   |                                                   |                                                   |                                                   |                                                   |                                                   |                                                   |                                                   |                                                   |                                                   | 3                                                 | 4                                                 |
| Belgique Région flamande |                                                   | 1                                                 |                                                   |                                                   |                                                   |                                                   |                                                   |                                                   |                                                   | 2                                                 | 3                                                 |                                                   |                                                   |                                                   |                                                   |                                                   |                                                   |                                                   |                                                   |                                                   |                                                   |                                                   |                                                   |                                                   |                                                   |                                                   |                                                   |                                                   |                                                   |                                                   |                                                   |                                                   |                                                   |                                                   |                                                   |                                                   |
| Bulgarie                 |                                                   |                                                   |                                                   |                                                   |                                                   |                                                   |                                                   |                                                   |                                                   |                                                   |                                                   |                                                   |                                                   |                                                   |                                                   |                                                   |                                                   | 1                                                 | 2                                                 | 3                                                 |                                                   |                                                   |                                                   |                                                   |                                                   |                                                   |                                                   |                                                   |                                                   |                                                   |                                                   |                                                   |                                                   |                                                   |                                                   |                                                   |
| Canada Québec            |                                                   |                                                   |                                                   | 1                                                 | 2                                                 | 3                                                 | 4                                                 | 5                                                 | 6                                                 | 7                                                 | 8                                                 |                                                   |                                                   |                                                   |                                                   |                                                   |                                                   |                                                   |                                                   |                                                   |                                                   |                                                   |                                                   | 9                                                 | 10                                                |                                                   |                                                   |                                                   |                                                   |                                                   |                                                   |                                                   |                                                   |                                                   |                                                   |                                                   |
| Chine                    |                                                   |                                                   |                                                   |                                                   |                                                   |                                                   |                                                   |                                                   |                                                   |                                                   |                                                   |                                                   |                                                   |                                                   |                                                   |                                                   |                                                   |                                                   |                                                   |                                                   |                                                   |                                                   |                                                   |                                                   |                                                   | [ T 2 ]                                           |                                                   |                                                   |                                                   |                                                   |                                                   |                                                   |                                                   |                                                   |                                                   |                                                   |
| Corée du Sud             |                                                   |                                                   |                                                   |                                                   |                                                   |                                                   |                                                   |                                                   |                                                   |                                                   |                                                   |                                                   |                                                   | 1                                                 |                                                   |                                                   |                                                   |                                                   |                                                   |                                                   |                                                   |                                                   |                                                   |                                                   |                                                   |                                                   |                                                   |                                                   |                                                   |                                                   |                                                   |                                                   |                                                   |                                                   |                                                   |                                                   |
| Danemark                 |                                                   |                                                   |                                                   | 1                                                 | 2                                                 | 3                                                 | 4                                                 | 5                                                 |                                                   | 6                                                 | 7                                                 |                                                   |                                                   |                                                   |                                                   |                                                   |                                                   |                                                   |                                                   | 8                                                 | 9                                                 |                                                   |                                                   |                                                   |                                                   |                                                   |                                                   |                                                   |                                                   | 10                                                |                                                   | 11                                                |                                                   |                                                   |                                                   |                                                   |
| Espagne                  |                                                   |                                                   |                                                   |                                                   |                                                   |                                                   |                                                   |                                                   |                                                   |                                                   |                                                   | 1                                                 |                                                   |                                                   |                                                   |                                                   |                                                   |                                                   |                                                   |                                                   |                                                   |                                                   |                                                   |                                                   |                                                   |                                                   |                                                   |                                                   |                                                   |                                                   |                                                   |                                                   |                                                   |                                                   |                                                   |                                                   |
| États-Unis               |                                                   | 1                                                 |                                                   |                                                   |                                                   |                                                   |                                                   |                                                   |                                                   |                                                   |                                                   |                                                   |                                                   |                                                   |                                                   |                                                   |                                                   |                                                   |                                                   |                                                   |                                                   | 1–2                                               |                                                   |                                                   |                                                   |                                                   |                                                   |                                                   |                                                   |                                                   |                                                   |                                                   |                                                   |                                                   |                                                   |                                                   |
| Finlande                 |                                                   |                                                   |                                                   |                                                   |                                                   |                                                   |                                                   |                                                   |                                                   |                                                   |                                                   |                                                   |                                                   |                                                   |                                                   |                                                   |                                                   |                                                   |                                                   |                                                   | 1                                                 |                                                   | 2                                                 |                                                   |                                                   |                                                   |                                                   |                                                   | 3                                                 | 4                                                 |                                                   |                                                   |                                                   |                                                   |                                                   |                                                   |
| France (Originel)        | 1                                                 | 2                                                 | 3                                                 | 4                                                 | 5                                                 | 6                                                 | 7                                                 | 8                                                 | 9                                                 | 10                                                | 11                                                | 12                                                | 13                                                | 14                                                | 15                                                | 16                                                | 17                                                | 18                                                | 19                                                | 20                                                | 21                                                | 22                                                | 23                                                | 24                                                | 25                                                | 26                                                | 27                                                | 28                                                | 29                                                | 30                                                | 31                                                | 32                                                | 33                                                | 34                                                | 35                                                | 36                                                |
| Géorgie                  |                                                   |                                                   |                                                   |                                                   |                                                   |                                                   |                                                   |                                                   |                                                   |                                                   |                                                   |                                                   |                                                   |                                                   | 1                                                 |                                                   |                                                   |                                                   |                                                   |                                                   |                                                   |                                                   |                                                   |                                                   |                                                   |                                                   |                                                   |                                                   |                                                   |                                                   |                                                   |                                                   |                                                   |                                                   |                                                   |                                                   |
| Grèce                    |                                                   |                                                   |                                                   |                                                   |                                                   |                                                   |                                                   |                                                   |                                                   |                                                   |                                                   |                                                   |                                                   |                                                   | 1                                                 | 2                                                 | 3                                                 | 4                                                 | 5                                                 |                                                   |                                                   |                                                   |                                                   |                                                   |                                                   |                                                   |                                                   |                                                   |                                                   |                                                   |                                                   |                                                   |                                                   |                                                   |                                                   |                                                   |
| Hongrie                  |                                                   |                                                   |                                                   |                                                   |                                                   |                                                   |                                                   |                                                   |                                                   |                                                   | 1                                                 |                                                   |                                                   |                                                   |                                                   |                                                   |                                                   |                                                   |                                                   |                                                   |                                                   |                                                   |                                                   |                                                   |                                                   |                                                   |                                                   |                                                   |                                                   |                                                   |                                                   |                                                   |                                                   |                                                   | 2                                                 |                                                   |
| Israël                   |                                                   |                                                   |                                                   |                                                   |                                                   |                                                   |                                                   |                                                   | 1                                                 | 2                                                 |                                                   |                                                   |                                                   |                                                   |                                                   |                                                   |                                                   |                                                   |                                                   |                                                   |                                                   |                                                   |                                                   |                                                   |                                                   |                                                   |                                                   |                                                   |                                                   |                                                   |                                                   |                                                   |                                                   |                                                   |                                                   |                                                   |
| Italie                   |                                                   |                                                   | [ T 4 ]                                           |                                                   |                                                   |                                                   |                                                   |                                                   |                                                   |                                                   |                                                   |                                                   |                                                   |                                                   |                                                   |                                                   |                                                   |                                                   |                                                   |                                                   |                                                   |                                                   |                                                   |                                                   |                                                   |                                                   |                                                   |                                                   |                                                   |                                                   |                                                   |                                                   |                                                   |                                                   |                                                   |                                                   |
| Liban                    |                                                   |                                                   |                                                   |                                                   |                                                   |                                                   |                                                   |                                                   |                                                   |                                                   |                                                   |                                                   | 1                                                 | 2                                                 |                                                   |                                                   |                                                   |                                                   |                                                   |                                                   |                                                   |                                                   |                                                   |                                                   |                                                   |                                                   |                                                   |                                                   |                                                   |                                                   |                                                   |                                                   |                                                   |                                                   |                                                   |                                                   |
| Maroc                    |                                                   |                                                   |                                                   |                                                   |                                                   |                                                   |                                                   |                                                   |                                                   |                                                   |                                                   |                                                   |                                                   |                                                   |                                                   |                                                   |                                                   |                                                   |                                                   |                                                   |                                                   |                                                   |                                                   |                                                   | 1                                                 | 2                                                 | 3                                                 | 4                                                 | 5                                                 | 6                                                 |                                                   |                                                   |                                                   | 7                                                 |                                                   |                                                   |
| Norvège                  |                                                   |                                                   |                                                   | 1                                                 | 2                                                 | 3                                                 | 4                                                 |                                                   |                                                   | 5                                                 | 6                                                 |                                                   |                                                   |                                                   |                                                   |                                                   |                                                   |                                                   |                                                   |                                                   | 7                                                 | 8                                                 |                                                   |                                                   |                                                   |                                                   |                                                   |                                                   |                                                   |                                                   |                                                   | 9                                                 | 10                                                |                                                   |                                                   |                                                   |
| Pays-Bas                 | 1                                                 | 1                                                 |                                                   |                                                   |                                                   |                                                   |                                                   |                                                   |                                                   |                                                   |                                                   |                                                   |                                                   |                                                   |                                                   |                                                   |                                                   |                                                   |                                                   |                                                   |                                                   | 1                                                 | 2                                                 |                                                   | 3                                                 |                                                   |                                                   |                                                   |                                                   |                                                   |                                                   |                                                   |                                                   |                                                   |                                                   |                                                   |
| Pologne                  |                                                   |                                                   |                                                   |                                                   |                                                   |                                                   |                                                   |                                                   |                                                   |                                                   |                                                   |                                                   |                                                   |                                                   |                                                   |                                                   |                                                   |                                                   | 1                                                 |                                                   |                                                   |                                                   |                                                   |                                                   |                                                   |                                                   |                                                   |                                                   |                                                   |                                                   |                                                   | 2                                                 | 3                                                 |                                                   |                                                   |                                                   |
| Roumanie                 |                                                   |                                                   |                                                   |                                                   |                                                   |                                                   |                                                   |                                                   |                                                   |                                                   |                                                   |                                                   |                                                   |                                                   |                                                   |                                                   |                                                   |                                                   |                                                   |                                                   |                                                   |                                                   |                                                   |                                                   |                                                   |                                                   |                                                   | 1                                                 |                                                   |                                                   |                                                   |                                                   |                                                   |                                                   |                                                   |                                                   |
| Royaume-Uni              |                                                   |                                                   |                                                   |                                                   |                                                   |                                                   |                                                   |                                                   | 1                                                 | 2                                                 | 3                                                 | 4                                                 |                                                   | 5                                                 |                                                   |                                                   |                                                   |                                                   |                                                   |                                                   |                                                   | 1–2                                               | 3                                                 | 4                                                 | 5                                                 |                                                   |                                                   |                                                   |                                                   |                                                   |                                                   |                                                   |                                                   |                                                   |                                                   |                                                   |
| Russie                   |                                                   |                                                   |                                                   |                                                   |                                                   |                                                   |                                                   |                                                   | 1                                                 |                                                   |                                                   |                                                   | 2                                                 | 3                                                 | 4                                                 |                                                   | 5                                                 |                                                   |                                                   |                                                   |                                                   |                                                   | 6                                                 |                                                   |                                                   |                                                   |                                                   |                                                   |                                                   | 7                                                 |                                                   | 8                                                 |                                                   |                                                   |                                                   |                                                   |
| Serbie                   |                                                   |                                                   |                                                   |                                                   |                                                   |                                                   |                                                   |                                                   |                                                   |                                                   |                                                   |                                                   |                                                   |                                                   |                                                   |                                                   |                                                   | 1                                                 | 2                                                 |                                                   |                                                   |                                                   |                                                   |                                                   |                                                   |                                                   |                                                   |                                                   |                                                   |                                                   |                                                   |                                                   |                                                   |                                                   |                                                   |                                                   |
| Slovaquie                |                                                   |                                                   |                                                   |                                                   |                                                   |                                                   |                                                   |                                                   | 1                                                 | 2                                                 |                                                   |                                                   |                                                   |                                                   |                                                   |                                                   |                                                   |                                                   |                                                   |                                                   |                                                   |                                                   |                                                   |                                                   |                                                   |                                                   |                                                   | 3                                                 |                                                   |                                                   |                                                   |                                                   |                                                   |                                                   |                                                   |                                                   |
| Suède                    | 1                                                 |                                                   | 2                                                 | 3                                                 | 4                                                 | 5                                                 | 6                                                 | 7                                                 |                                                   | 8                                                 | 9                                                 |                                                   |                                                   | 10                                                | 11                                                |                                                   |                                                   |                                                   |                                                   |                                                   | 12                                                | 13                                                | 14                                                | 15                                                | 16                                                | 17                                                | 18                                                | 19                                                |                                                   | 20                                                |                                                   |                                                   | 21                                                | 22                                                |                                                   |                                                   |
| Suisse                   |                                                   |                                                   |                                                   |                                                   |                                                   | 1                                                 |                                                   |                                                   |                                                   |                                                   |                                                   |                                                   |                                                   |                                                   |                                                   |                                                   |                                                   |                                                   |                                                   |                                                   |                                                   |                                                   |                                                   |                                                   |                                                   |                                                   |                                                   |                                                   |                                                   |                                                   |                                                   |                                                   |                                                   |                                                   |                                                   |                                                   |
| Tchéquie                 |                                                   |                                                   |                                                   |                                                   |                                                   |                                                   |                                                   |                                                   |                                                   |                                                   |                                                   |                                                   |                                                   |                                                   |                                                   |                                                   |                                                   |                                                   |                                                   |                                                   |                                                   |                                                   |                                                   |                                                   |                                                   |                                                   | 1                                                 | 2                                                 |                                                   |                                                   |                                                   |                                                   |                                                   |                                                   |                                                   |                                                   |
| Turquie                  |                                                   |                                                   |                                                   |                                                   |                                                   |                                                   |                                                   |                                                   |                                                   |                                                   | 1                                                 |                                                   |                                                   |                                                   |                                                   |                                                   |                                                   | 1                                                 | 2                                                 |                                                   |                                                   |                                                   |                                                   |                                                   |                                                   |                                                   |                                                   |                                                   |                                                   |                                                   |                                                   |                                                   |                                                   |                                                   |                                                   |                                                   |
| Ukraine                  |                                                   |                                                   |                                                   |                                                   |                                                   |                                                   |                                                   |                                                   |                                                   |                                                   |                                                   |                                                   |                                                   |                                                   | 1                                                 |                                                   |                                                   |                                                   |                                                   |                                                   |                                                   |                                                   |                                                   |                                                   |                                                   |                                                   |                                                   |                                                   |                                                   |                                                   |                                                   |                                                   |                                                   |                                                   |                                                   |                                                   |
| Total                    | 4                                                 | 4                                                 | 2                                                 | 5                                                 | 5                                                 | 6                                                 | 5                                                 | 4                                                 | 6                                                 | 10                                                | 11                                                | 4                                                 | 3                                                 | 6                                                 | 6                                                 | 2                                                 | 4                                                 | 7                                                 | 6                                                 | 5                                                 | 7                                                 | 7                                                 | 7                                                 | 5                                                 | 7                                                 | 3                                                 | 4                                                 | 6                                                 | 4                                                 | 6                                                 | 1                                                 | 5                                                 | 4                                                 | 3                                                 | 3                                                 | 2                                                 |

| - Version avec une équipe - Version avec duel - Tournoi tri-nations | 1. 2. 3. 4. |

### Diffusion internationale
Plus de soixante-dix pays ont diffusé au moins une fois Fort Boyard, en comptant également tous ceux qui ont diffusé une version réalisée par un autre pays, comme l'originale française (parfois sous-titrée ou doublée).
Bien qu'ayant tourné un pilote en 1992, l'Italie ne l'a pas diffusé[pertinence contestée].
Les pays en gras sont ceux qui ont de nouvelles émissions en préparation ou en cours de diffusion[Quand ?].
Le président ukrainien Volodymyr Zelensky a participé à la version ukrainienne de l’émission en 2004, alors qu’il était comédien. Cela fait de lui le seul chef d’état à ce jour à avoir participé à l’émission.
| Pays de diffusion        | Nom de l'émission                                               | Diffusion (saison)                                                    | Diffuseur                                     |
| ------------------------ | --------------------------------------------------------------- | --------------------------------------------------------------------- | --------------------------------------------- |
| Algérie                  | برج الأبطال Bordj El Abtal (« La Tour des champions »)          | 2007 (1), 2009–2012 (2-5)                                             | Télévision Algérienne Canal Algérie Algérie 3 |
| Allemagne                | Fort Boyard                                                     | 1990 (1)                                                              | Sat.1                                         |
| Allemagne                | Fort Boyard                                                     | 2000 (2), 2002 (3)                                                    | Pro 7                                         |
| Allemagne                | Fort Boyard                                                     | 2010 (4) 2018 (5)                                                     | Kabel 1 / eins                                |
| Argentine                | Fort Boyard                                                     | 1999–2000 (1-2)                                                       | Canal 13                                      |
| Arménie                  | Fort Boyard                                                     | 2009 (1)                                                              | Armenia TV                                    |
| Azerbaïdjan              | Fort Boyard                                                     | 2013–2014 (1-2)                                                       | Azad Azerbaijan TV                            |
| Belgique Wallonie        | Fort Boyard                                                     | 2006–2007 (1-2)                                                       | RTL-TVI                                       |
| Belgique Wallonie        | Fort Boyard                                                     | 2024 (3)                                                              | RTBF                                          |
| Belgique Région flamande | De Sleutels van Fort Boyard (« Les Clés de Fort Boyard »)       | 1991 (1)                                                              | BRT                                           |
| Belgique Région flamande | Fort Boyard                                                     | 1999 (2), 2001 (3)                                                    | VT4                                           |
| Bulgarie                 | Fort Boyard                                                     | 2008 (1), 2009 (2), 2010 (3)                                          | bTV                                           |
| Canada Québec            | Fort Boyard                                                     | 1994–2001 (1-8), 2014 (9-10)                                          | TVA                                           |
| Canada Québec            | Fort Boyard : Défi ultime                                       | 2012 (1-2)                                                            | VRAK.TV                                       |
| Corée du Sud             | Fort Boyard                                                     | 2003 (1)                                                              | SBS                                           |
| Chine                    | Annulée                                                         | Annulée                                                               | Hunan Satellite TV                            |
| Danemark                 | Fangerne på Fortet (« Les Prisonniers du Fort »)                | 1993–2000 (1-7), 2009–2010 (8-9), 2019 (10)                           | TV3 (en)                                      |
| Espagne                  | Fort Boyard                                                     | 2001                                                                  | Telecinco                                     |
| États-Unis               | Conquer Fort Boyard (« Conquérir Fort Boyard »)                 | 1991                                                                  | ABC & Discovery                               |
| États-Unis               | Fort Boyard: Ultimate Challenge (« Fort Boyard : Défi ultime ») | 2011–2012 (1-2)                                                       | Disney XD                                     |
| États-Unis               | Fort Boyard                                                     | 1993-2012, 2020-2021                                                  | Discovery                                     |
| France                   | Les Clés de Fort Boyard                                         | 1990 (1)                                                              | Antenne 2                                     |
| France                   | Fort Boyard                                                     | 1991-2021 (2 à 32)                                                    | Antenne 2 / France 2                          |
| France                   | Fort Boyard : Les 9 atouts du Père Fouras                       | 2022 (33)                                                             | France 2                                      |
| France                   | Fort Boyard : Les nouveaux atouts                               | 2023 (34)                                                             | France 2                                      |
| France                   | Fort Boyard et les Cellules Interdites                          | 2024 (35)                                                             | France 2                                      |
| France                   | Fort Boyard, les origines                                       | 2025 (36)                                                             | France 2                                      |
| Finlande                 | Fort Boyard - Linnake (« Fort Boyard - La Forteresse »)         | 2010 (1)                                                              | SuomiTV (en)                                  |
| Finlande                 | Fort Boyard - Linnake (« Fort Boyard - La Forteresse »)         | 2013 (2)                                                              | Nelonen (en)                                  |
| Finlande                 | Fort Boyard Suomi                                               | 2018-2019 (3-4)                                                       | MTV3                                          |
| Géorgie                  | Fort Boyard                                                     | 2004 (1)                                                              | Rustavi 2                                     |
| Grèce                    | Fort Boyard                                                     | 2004–2008 (1-5)                                                       | STAR                                          |
| Hongrie                  | Fort Boyard - Az erőd (« Fort Boyard - Le Fort »)               | 2000 (1)                                                              | TV2                                           |
| Israël                   | Ha-Mivtzar (« La Forteresse »)                                  | 1998–1999 (1-2)                                                       | Aroutz 2                                      |
| Liban                    | حـــلّها وأحتلها (« Résolu et occupé »)                          | 2002–2003 (1-2)                                                       | LBC                                           |
| Maroc                    | جزيرة الكنز Jazirat Al Kanz (« L'Île au trésor »)               | 2015–2018 (1–4), 2023 (5)                                             | 2M                                            |
| Norvège                  | Fangene På Fortet (« Les Prisonniers du Fort »)                 | 1993–1997 (1-4), 1999–2002 (5-6), 2011 (7-8), 2021-2022 (9-10)        | TV3                                           |
| Pays-Bas                 | De Sleutels van Fort Boyard (« Les Clés de Fort Boyard »)       | 1991 (1), 1992 (1)                                                    | AVRO/Nederland 1                              |
| Pays-Bas                 | Fort Boyard                                                     | 2011–2012 (1-2), 2014 (3)                                             | AVRO/Nederland 3                              |
| Pologne                  | Fort Boyard                                                     | 2008 (1),                                                             | TVP 2                                         |
| Pologne                  | Fort Boyard                                                     | 2021-2022 (2-3)                                                       | ViaPlay Pologne                               |
| République tchèque       | Pevnost Boyard (« Fort Boyard »)                                | 2016–2017 (1-2)                                                       | Prima                                         |
| Royaume-Uni              | Fort Boyard                                                     | 1998–2001 (1-4)                                                       | Channel 5                                     |
| Royaume-Uni              | Fort Boyard                                                     | 2003 (5)                                                              | Challenge (en)                                |
| Royaume-Uni              | Fort Boyard: Ultimate Challenge (« Fort Boyard : Défi ultime ») | 2012-2014 (1-5)                                                       | CITV                                          |
| Roumanie                 | Fort Boyard                                                     | 2017 (1)                                                              | Pro TV                                        |
| Russie                   | Форт Боярд (« Fort Boyard »)                                    | 1998 (1)                                                              | NTV                                           |
| Russie                   | Форт Боярд (« Fort Boyard »)                                    | 2002–2004 (2-4), 2006 (5)                                             | Rossiya 1                                     |
| Russie                   | Форт Боярд (« Fort Boyard »)                                    | 2013 (6)                                                              | Pervi Kanal                                   |
| Russie                   | Форт Боярд (« Fort Boyard »)                                    | 2019 (7)                                                              | STS                                           |
| Serbie                   | Fort Boyard                                                     | 2008–2009 (1-2)                                                       | Fox televizija (en)                           |
| Slovaquie                | Fort Boyard                                                     | 1998–1999 (1-2), 2017 (3)                                             | Markíza                                       |
| Suède                    | Fångarna på fortet (« Les Prisonniers du Fort »)                | 1990 (1), 1992–1998 (2-7)                                             | TV4                                           |
| Suède                    | Fångarna på fortet (« Les Prisonniers du Fort »)                | 1999–2000 (8-9)                                                       | TV3                                           |
| Suède                    | Fångarna på fortet (« Les Prisonniers du Fort »)                | 2003 (10), 2005 (11), 2010–2017 (12-19), 2019 (20), 2022-2023 (21-22) | TV4                                           |
| Suisse                   | Fort Boyard                                                     | 1995 (1)                                                              | TSR                                           |
| Turquie                  | Hazine Adasi (« L'Île au trésor »)                              | 2000 (1)                                                              | Star TV                                       |
| Turquie                  | Hazine Adasi (« L'Île au trésor »)                              | 2008 (1), 2009 (2)                                                    | Fox Turkey (en)                               |
| Ukraine                  | Форт Буаяр (« Fort Boyard »)                                    | 2004 (1)                                                              | 1+1                                           |

L'émission britannique The Crystal Maze (en) est également une adaptation de Fort Boyard, mais tournée dans des studios de télévision. Créée en 1990 par Jacques Antoine, à savoir la même année que le jeu français, l'émission est revenue en 2016, vingt ans après avoir été arrêtée.

## Épreuves
Fort Boyard est constitué de multiples épreuves permettant de remporter des clés, des indices, du temps supplémentaire utilisable dans la salle du trésor ainsi que la possibilité de libérer un prisonnier. Depuis la création du jeu, l'émission a proposé 337 épreuves et aventures différentes au total depuis 2022.

## Histoire

### Création du jeu

#### Idées initiales et achat du fort

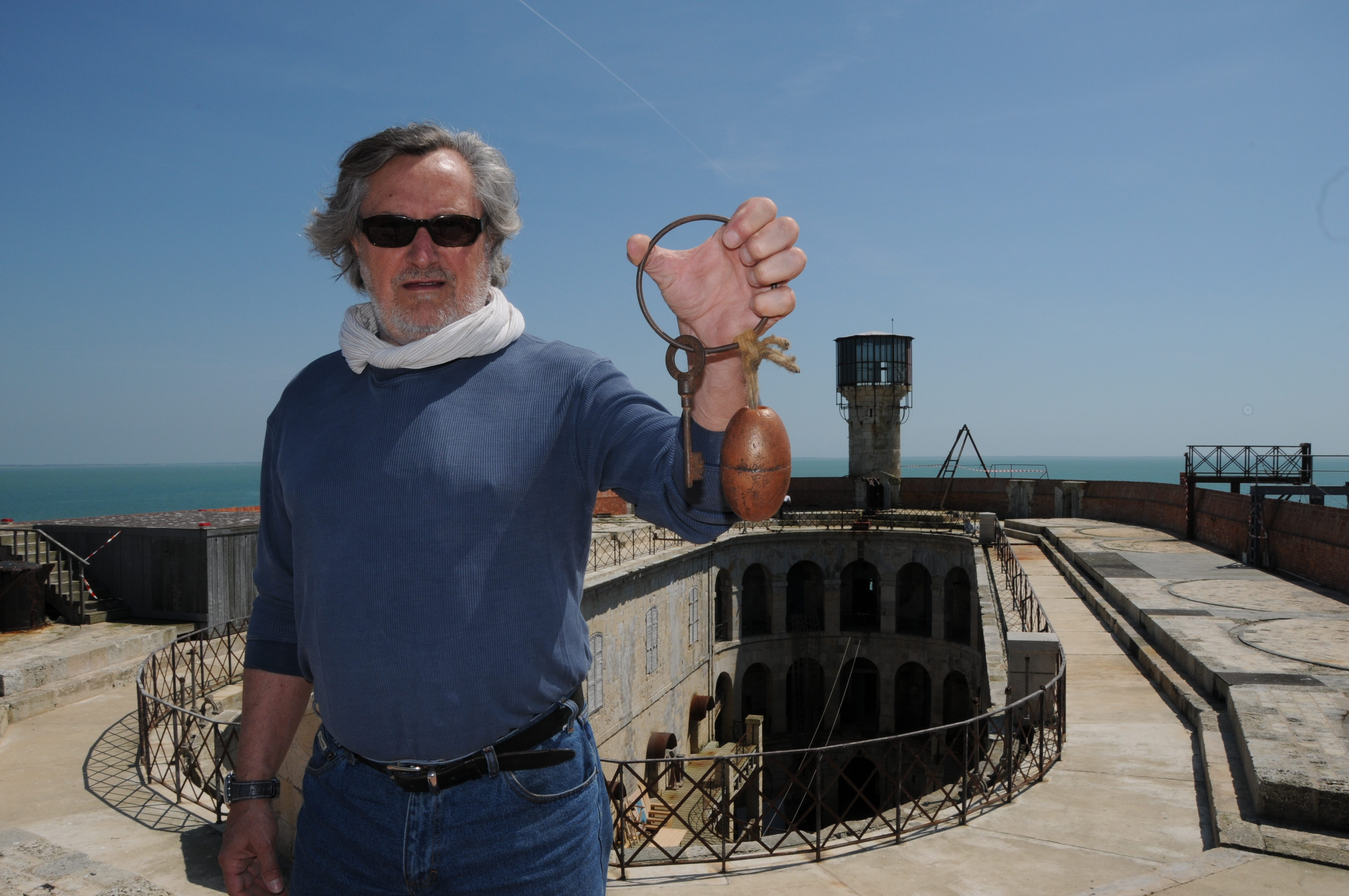
Jean-Pierre Mitrecey, un des trois créateurs de l'émission, à fort Boyard en 2009.

En 1986, lors d'une réunion au sein de la société de production de Jacques Antoine visant à trouver un jeu télévisé pour succéder à La Chasse aux trésors, arrêtée deux ans plus tôt, celui-ci ainsi que Jean-Pierre Mitrecey et Pierre Launais imaginent dans les grandes lignes le concept d'une future émission d'aventure. Adaptée de jeux de rôles tels que Donjons et Dragons, cette dernière doit se dérouler dans une tour mystérieuse, peuplée de personnages extraordinaires, avec une équipe de candidats ayant pour but de trouver un trésor. Le projet est approfondi au fil des années suivantes.
Cherchant le lieu idéal pour tourner ce nouveau type de jeu télévisé, la production se penche sur différents monuments atypiques, comme le Mont-Saint-Michel. Antoine se souvient finalement du fort Boyard en Charente-Maritime, vu dans le film Les Aventuriers (1967) de Robert Enrico ainsi que dans un épisode de La Chasse aux trésors en 1980, où l'animateur-aventurier Philippe de Dieuleveult avait frôlé de peu la noyade en tentant d'accéder à la bâtisse en mer agitée avant de s'y retrouver coincé pendant 3 heures avant que l'on puisse venir le secourir.
Mitrecey fait des premiers repérages dans la fortification située entre l'île d'Aix et l'île d'Oléron en avril 1987. Alors à l'abandon depuis plus de 70 ans et dans un état de délabrement, le bâtiment est acheté en novembre 1988. La production le revend aussitôt au conseil général de la Charente-Maritime pour un franc symbolique, la collectivité locale devant alors prendre à sa charge l'ensemble des travaux de réhabilitation, qui se déroulèrent effectivement à partir de juillet 1989. À cause de la météo, la construction des décors de l'émission se fera en deux temps : entre la fin des travaux de rénovation et octobre 1989 puis au printemps suivant, juste avant le premier tournage, le 30 juin 1990.

#### Vente du concept au Royaume-Uni

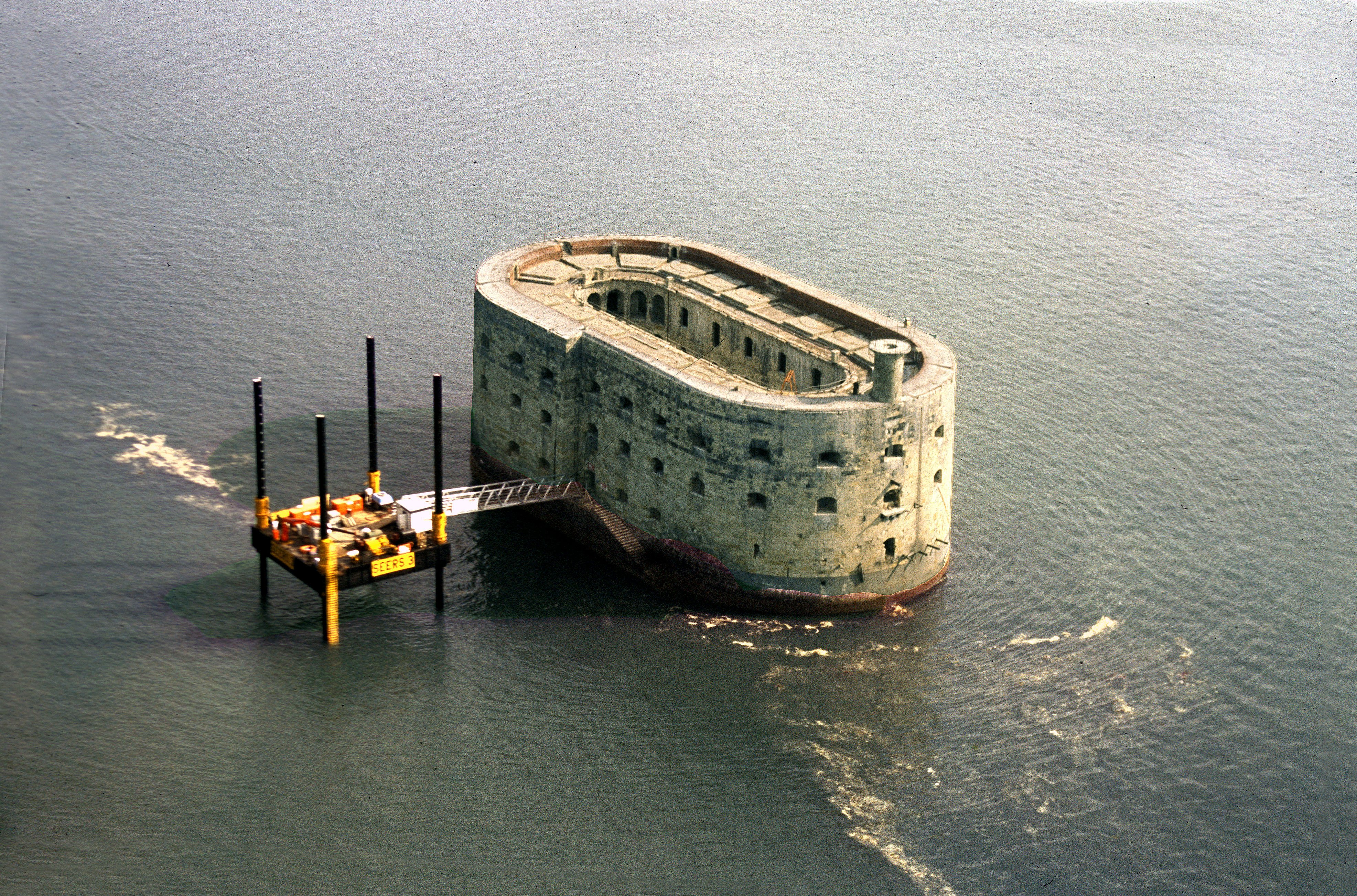
Le fort Boyard lors de sa réhabilitation en 1989.

Le premier pays à acheter le jeu Fort Boyard est le Royaume-Uni. En effet, après avoir vu le pilote français, les producteurs de Chatsworth Television (en) décident de concevoir une version britannique et commencent à élaborer un concept. Selon l'animateur Richard O'Brien, le concept était « un peu comme Donjons et Dragons », le présentateur agissant en tant que maître de donjon. Un pilote de la version britannique est tournée avec O'Brien en tant que présentateur, mais le fort n'est alors pas disponible pour le tournage en raison de ses rénovations au cours de l'année 1989. Comme Channel 4 a commandé à la société de production une saison complète, le producteur Malcolm Heyworth contacte le créateur de Fort Boyard, Jacques Antoine, afin de développer un format alternatif, avec la création de zones thématiques. Le concept de The Crystal Maze est développé en seulement deux jours, créant un jeu qui, bien que similaire à celui de Fort Boyard, est substantiellement différent en termes de présentation et de style. L'émission débute le 15 février 1990 sur Channel 4, soit cinq mois avant la France.
Cette version britannique sera ensuite adaptée pour la France dans une version pour enfants, sous le titre Les Mondes fantastiques et diffusée du 15 mars 1992 au 15 novembre 1995 sur France 3.

### Les années 1990

#### Saison 1990: les débuts de l'émission

Logo de Les Clés de Fort Boyard.

La première émission des Clés de Fort Boyard est diffusée le 7 juillet 1990.
Des changements sont effectués lors de la dixième émission (après les neuf premières émissions correspondant à la première session de tournage), Marie Talon est remplacée par Sophie Davant et le temps des épreuves est rallongé de 50 à 60 minutes. Une épreuve bonus, le saut à l'élastique, apparaît après la récolte du trésor[pertinence contestée]. Le candidat, tiré au sort, doit alors récupérer une clé en or afin d'obtenir un bonus de 35 000 F, à cumuler avec les gains de la salle du trésor.
Cette première saison ne rencontre pas le succès escompté. Elle sera maintenue notamment grâce aux pressions des producteurs du jeu, Marie-France Brière (alors également directrice des programmes de la chaîne), et Jacques Antoine.

#### Apparition des célébrités
Cette section ne s'appuie pas, ou pas assez, sur des sources secondaires ou tertiaires indépendantes du sujet. Le texte peut contenir des analyses inexactes ou inédites de sources primaires.
Pour l'améliorer, ajoutez-en, ou placez des modèles {{Source secondaire souhaitée}} ou {{Source secondaire nécessaire}} sur les passages mal sourcés. (août 2022)
Lors des premières années du jeu, les candidats sont des anonymes qui jouent pour leur compte. En 1990, le rugbyman Didier Camberabero est la première célébrité à participer à l'émission. Il est alors entouré d'anonymes. La première équipe composée uniquement de célébrités est apparue sur le fort pour une émission spéciale à la fin de la saison 1991 au profit des Restaurants du cœur. À la suite de l'audience réalisée par cette émission (11,6 millions de téléspectateurs), la production renouvelle l’événement à deux reprises l'année suivante. À partir de 1993, tous les candidats sont des célébrités, jouant pour des associations, avec parfois des bénévoles de ces associations venant compléter l'équipe.

#### Autres saisons
À partir de 1991 et l'apparition des aventures et de la salle du trésor « classique », l'émission ne change quasiment pas d'une année à l'autre. En 1992, quatre équipes perdent et se voient offrir 5 000 francs, ce qui est un record. Cette même année, les prisons font leur apparition, au rez-de-chaussée dans la salle 004 jusqu'en 1996. Le conseil apparaît en 1995.
Dans la nuit du 28 au 29 mai 1996, la cellule 211b qui accueille l'épreuve de la cagoule (le candidat attaché et les yeux bandés devait s'échapper en se détachant à l'aide d'un couteau) disparaît dans un incendie. Il détruit aussi la cellule voisine 211 hébergeant l'aventure des araignées et scorpions et endommage les cellules 212 et 213. Pour les tournages au mois de juin, il n'y a aucun retard, la production est assurée et des câblages électriques rétablis[source secondaire souhaitée].
En 1996, Bruno Solo, Gaël Leforestier et Jean-Luc Reichmann marquent l'histoire du jeu pour leur conduite ingouvernable. Dans leur équipe « indocile » se trouvaient également Sylvain Mirouf, Muriel Cousin et Florence Attali-Ranger[réf. à confirmer].
Le jeu rencontrant un important succès, certaines saisons (1991, 1992 et 1996) étaient prolongées pendant l'automne, voire jusqu'à l'hiver. En 1997, la saison s'est terminée à la fin de l'été mais des émissions spéciales tournées de nuit ont été diffusées pour la Toussaint, Noël, le Nouvel An et en février[source secondaire souhaitée].

### Les années 2000

Logo de l'émission Fort Boyard de 2003 à 2008.

En 2000, Jean-Pierre Castaldi remplace Patrice Laffont à l'animation. Pour sa première, Patrice et Sophie Davant reviennent comme candidats. Cette saison marque également l'arrivée de Lumineuse, personnage féerique vivant dans le cercle des lumières (considéré comme l'un des plus beaux décors que le fort ait connus) et permettant aux candidats de doubler leurs gains en trouvant la couleur du jour.
En 2001, les Yamakasi gagnent 243 480 francs (121 740 francs doublés grâce à la couleur de Lumineuse), soit environ 37 118 €, ce qui reste aujourd'hui le record de gains de l'émission (en dehors de la saison 2010 où l'équipe gagnante du tournoi a remporté au total 70 000 €).
La saison 2002 est marquée par une volonté de durcir le jeu et Jean-Pierre Castaldi campe un rôle plus « méchant » avec les candidats. L'entrée dans le fort se mérite avec une épreuve mettant en scène des animaux. À la fin de l'émission, les candidats enchaînent trois aventures dans un relais où il faut obligatoirement réussir la dernière aventure pour remporter jusqu'à trois indices (les aventures précédentes servant uniquement à gagner du temps pour cette dernière aventure). Didier Hervé, qui remplace Yann Le Gac dans le rôle du père Fouras, est critiqué pour son interprétation. De même pour Jean-Pierre Castaldi qui se voit reprocher des changements dans sa manière d'animer. Le bilan de cette année 2002 est médiocre : avec une audience en constante baisse, l'émission semble condamnée. La chaîne lui laisse une dernière chance à la condition d'une refonte importante du jeu.
En 2003, Olivier Minne et Sarah Lelouch remplacent Cendrine Dominguez et Jean-Pierre Castaldi[réf. souhaitée] à l'animation et Yann le Gac reprend le rôle du père Fouras. Le chronomètre général de 85 minutes est séparé en deux chronomètres de 45 minutes pour les épreuves et 20 minutes pour les aventures, avec la partie intermédiaire et le Conseil de nuit entre deux[réf. souhaitée]. Entre 2006 et 2009, l'émission est tournée de jour et se termine par la salle au trésor de nuit (déroulement de l'émission qui ne réapparaîtra qu'en 2019).
Dès 2003, les prisons sont déplacées au sous-sol et les candidats s'en libèrent pendant la nuit. De 2005 à 2008, les candidats faits prisonniers doivent s'échapper en parcourant un souterrain durant la partie intermédiaire[réf. souhaitée]. En 2005, même si un candidat a parcouru tout le souterrain, il peut ne pas être libéré si les autres candidats n'ont pas réussi suffisamment de duels au conseil. De 2006 à 2008, les candidats sont libérés automatiquement après leur parcours dans le souterrain. En 2009, les candidats ne sont plus faits prisonniers dans le souterrain mais dans la salle des coffrets[pertinence contestée]. Pour être libéré, le candidat doit, au moins, accepter d'essayer le défi proposé[pertinence contestée]. En ce cas, même s'il ne le réussit pas, il est libéré.
Pour la 1000e émission (versions étrangères incluses) et les quinze ans du jeu en France, une équipe d'enfants de 9 à 15 ans participe à une émission diffusée le 31 juillet 2004. Ils remportent 18 320 € au profit de l'association Petits Princes. Cette émission est suivie en deuxième partie de soirée par une émission spéciale avec Olivier Minne, Sarah Lelouch, Patrice Laffont, Sophie Davant et Cendrine Dominguez retraçant les 15 ans du jeu et faisant découvrir les coulisses de l'émission.

#### Saison 2009: les vingt ans de l'émission

Logo spécial pour les vingt ans de l'émission Fort Boyard en 2009.

Logo de Fort Boyard en 2009.

À l'été 2009, Fort Boyard est toujours diffusé sur France 2 le samedi soir en première partie de soirée, mais pour le 20e anniversaire de l'émission en France, un programme court L'instant fort est également proposé à partir du 2 juin du lundi au jeudi après le journal de 20 heures. Une compilation de 50 minutes appelée Le meilleur de Fort Boyard est diffusée du lundi au vendredi pendant trois semaines au mois d'août à 18 h et une autre compilation de cent minutes, qui porte le même titre, est également programmé en deuxième partie de soirée après la première de la saison.
L'émission accueille certains invités particuliers comme une équipe composée exceptionnellement de sept membres autour de l'actrice américaine Eva Longoria et du basketteur Tony Parker, mais aussi le retour des Yamakasi, détenteurs du record de gains en 2001, et une équipe d'anciens animateurs du jeu.
Malgré des audiences en baisse (à la fin de l'été, l'émission a même enregistré sa plus faible audience en vingt saisons), Fort Boyard est renouvelé par France 2 pour une 21e saison à l'été 2010. La chaîne a demandé une enquête qualité sur le programme afin d'expliquer les revers d'audience subis par le jeu.

### Les années 2010

#### Saison 2010

Logo de l'émission Fort Boyard de 2010 à 2013.

Lors de la saison 2010, les candidats ne sont plus des célébrités, mais des anonymes, comme lors des quatre premières saisons du jeu. Cinquante-deux participants sont répartis en treize équipes de quatre candidats chacune (deux hommes et deux femmes) et se débrouillent seuls face aux épreuves. Le rôle de co-animatrice est supprimé, Olivier Minne présente seul les sept émissions de la saison.
Lors des six premières émissions, deux équipes s'affrontent dans la première manche qui permet de remporter les clés. Puis, dans la seconde partie permettant de remporter les indices, l'équipe gagnante de la première manche s'oppose cette fois à l'équipe victorieuse la semaine précédente (« équipe Championne »). La septième émission (« super finale ») est une finale entre les trois équipes ayant collecté le plus de boyards en une fois. Dans la première émission, la première équipe championne est composée d'anciens candidats ayant participé en 1990 et 1991.
Malgré cette nouvelle formule destinée à remonter les audiences du jeu, les différentes émissions de la saison ne remportent pas le succès attendu et laissent des téléspectateurs mécontents de ces évolutions, cette saison étant souvent considérée comme la pire saison de l'histoire du fort[non neutre],[réf. nécessaire].

#### Saison 2011
À la suite des audiences jugées en berne de l'édition 2010, le producteur d'Adventure Line Productions annonce de nouvelles modifications pour la saison 2011, notamment le retour des célébrités. Si Olivier Minne assure toujours seul la présentation, de nouvelles épreuves voient le jour et le fort accueille de nouveaux personnages.
Véritable demi-tour par rapport à l'année précédente, ces nouvelles émissions reprennent le schéma habituel de l'émission : la collecte des clés, une partie intermédiaire, la collecte des indices, le conseil pour la récolte du temps et la salle du trésor ; une seule équipe par émission participe à l'aventure.
Plusieurs cellules sont entièrement redécorées, qu'il s'agisse de l'intérieur ou de l'extérieur. Chaque épreuve représente désormais un univers différent propre (la jungle, le bateau, la chambre forte…). La nouvelle épreuve de la Cellule interactive, avec ses écrans géants tactiles contrastant avec le côté ancien de l'édifice, est une des grandes innovations apportées au jeu.
Du côté des personnages, le Fort accueille trois jeunes femmes : Luciole, chargée de guider les candidats dans la Cellule interactive, une nouvelle lutteuse (ce rôle n'existait plus depuis 2006) et la juge Blanche, qui propose, dans la salle du jugement (partie intermédiaire), aux prisonniers de se libérer ou aux autres candidats de gagner les clés manquantes dans la première partie. Comme le père Fouras, elle est dotée de la parole. Ce dernier voit d'ailleurs son rôle grandement évoluer : en lien avec l'animation désormais assurée en solo, le vieux sage se présente comme le véritable chef d'orchestre du jeu en déterminant à l'avance les épreuves qui seront jouées et les candidats qui les effectueront, avant de présider le Conseil.
Le retour des célébrités et de la formule classique de l'émission, ainsi que la valorisation des personnages et de l'interaction entre eux comme dans les années 1990, plaisent aux téléspectateurs. L'ultime chance donnée par France 2 porte ses fruits, les audiences remontent et assurent le retour d'une nouvelle saison.

#### Saison 2012
En plus des huit émissions diffusées pendant l'été 2012, trois émissions entièrement nocturnes sont tournées pour la première fois depuis 1997 afin d'être diffusées hors période estivale,. La saison compte finalement onze émissions, ce qui en fait la saison la plus longue depuis 1997, où seize émissions étaient enregistrées et diffusées. Ainsi, une émission spéciale Halloween est diffusée le 31 octobre 2012, une spéciale Noël le 22 décembre 2012 et une spéciale Nouvel An le 29 décembre 2012. Des décorations adaptées sont installées dans tout le fort et de nouvelles épreuves sont créées pour l'occasion.
Toutes les émissions de l'année 2012 suivent le déroulement des émissions de la saison 2011. Le bilan est mitigé : les émissions d'été confirment le succès de l'été 2011, mais les émissions spéciales n'attirent pas beaucoup de téléspectateurs. Olivier Minne annonce quelques jours après la diffusion de la spéciale Nouvel An qu'il n’y aura pas d’autres émissions spéciales les années suivantes.
Présent entre 1991 et 2005, dans le cadre de l'aventure de la Tyrolienne notamment, le ketch Notre Dame des Flots fait son retour dans l'émission.

Logo de l'émission spéciale Halloween diffusée le 31 octobre 2012.
Logo de l'émission spéciale Noël diffusée le 22 décembre 2012.

#### Saison 2013
Pour ses neuf émissions tournées, la saison 2013 reprend le même déroulement que l'année précédente, avec quelques nouvelles épreuves et nouveaux personnages. Le jeu accueille pour la première fois deux célébrités en tant que personnages du fort[réf. souhaitée] : Delphine Wespiser, qui reprend le rôle de la juge Blanche, et Willy Rovelli, dans le rôle du cuisinier du fort.
La saison 2013 est un véritable succès d'audience. Les chiffres sont en forte progression. Fort Boyard arrive en tête des audiences devant TF1 à six reprises sur neuf émissions. De plus, 12 millions de personnes ont regardé au moins un numéro de cette saison. Sur Internet, l'émission est également un succès avec 110 000 tweets et plus de 450 000 vues en replay.

#### Saison 2014: les vingt-cinq ans de l'émission
La saison 2013 ayant été un succès d'audience, France 2 annonce dès la fin de la dernière émission que Fort Boyard sera de retour durant l'été 2014, fêtant ainsi sa 25e saison.
Pour cet anniversaire, une émission spéciale est diffusée le samedi 28 juin 2014 en seconde partie de soirée, après la première de la saison, présentant ainsi aux téléspectateurs les images marquantes du jeu, entrecoupées de mises en scènes avec Olivier et les différents personnages.
La saison 2014 est marquée par le départ pour problèmes de santé de La Boule (personnage interprété par Yves Marchesseau depuis 1994 qui décède des suites de son cancer le 29 septembre 2014,,) et par le retour de la vigie, occupée dorénavant par un nouveau personnage, le magicien québécois Vincent, et son épreuve des « Cours de magie ». À la suite du départ de La Boule, plusieurs personnages acquièrent de nouvelles fonctions, comme Félindra qui devient sonneuse de gong et Mister Boo geôlier.
Les audiences restent bonnes malgré une baisse par rapport à 2013, due à une forte concurrence venant de TF1 (coupe du monde de football, The Voice Kids). Les chiffres sont variables : des scores élevés (émission avec Baptiste Giabiconi, émission avec Sébastien Chabal) et des scores plus faibles (émission avec Raymond Domenech, émission avec Cyprien)[source secondaire souhaitée].

#### Saison 2015
Pour la 26e saison, la saison compte toujours dix émissions et est rallongée d'une vingtaine de minutes. L'aventure débute cette année par l'arrivée des candidats en canot qui prennent d'assaut le Fort Boyard. Comme en 1999 et en 2002, ils doivent réaliser une épreuve pour obtenir le médaillon qui déverrouille la grille interdisant l'accès au fort.
L'émission intègre une nouvelle séquence, la Cage, dans laquelle l'équipe peut remporter jusqu'à deux clés supplémentaires en affrontant des célébrités "guests", choisis parmi les meilleurs candidats du fort des années précédentes. Parmi eux, Brahim Zaibat (Flexi Brahim), Fauve Hautot (Fauve la Tigresse), Pascal Olmeta (Captain Olmeta), Ariane Brodier (Ariane la Spartiate), Élodie Gossuin (Elodie l'experte) et Moundir Zoughari (Moundir l'Aventurier). Cette équipe est emmenée par Rouge, un nouveau personnage qui n'est autre que la sœur jumelle de la juge Blanche, les deux étant incarnés par la même interprète.
La saison 2015 voit aussi l'arrivée des frères Igor et Grichka Bogdanoff dans la Boyard Academy, pour donner des cours de science aux candidats.
Le bilan d'audiences est en baisse, mais reste à un bon niveau.

Logo de l'émission Fort Boyard de 2015 à 2018.

#### Saison 2016
La 27e saison compte dix émissions avec un schéma de jeu similaire à celui de 2015, mais quelques départs et arrivées parmi les guests de la Cage et de la Boyard Academy. Le nombre de clés nécessaires à l'ouverture de la salle du trésor est revu à la hausse : les candidats doivent désormais récupérer neuf clés. Le conseil subit également une profonde reconstruction conformément aux réclamations des téléspectateurs depuis 2012, autant dans le décor que dans le déroulement, les règles et les épreuves proposées. La quête des indices change aussi avec l'introduction de la salle des aventures et du joker. Enfin, l'habillage visuel est largement renouvelé, avec notamment l'apparition de nouveaux jingles de transition basés sur une maquette du fort.
Le lancement de cette saison réalise l'une de ses plus mauvaises audiences, souffrant d'une très forte concurrence : en effet, l'émission a affronté l'une des grandes affiches des quarts de finale de l'Euro 2016 opposant deux des favoris, l'Allemagne et l'Italie. Néanmoins, cette première émission bénéficie d'un retour positif des téléspectateurs et les audiences remontent dès la deuxième émission, terminant même leader cinq fois consécutives entre le 16 juillet et le 13 août, avant de baisser un peu face aux Jeux Olympiques et The Voice Kids, affichant à la fin une moyenne nettement en hausse par rapport à la saison 2015.
La saison est aussi marquée par l'arrivée dans la Boyard Academy de Narcisse Lalanne, personnage artiste joué par le chanteur Francis Lalanne, afin de donner des cours d'art et de musique aux candidats.

#### Saison 2017
En 2017, la nouvelle épreuve de la « cellule capitonnée », initialement nommée l' « asile », dans laquelle le candidat habillé d'une camisole de force doit s'échapper d'une cellule tournant sur elle-même, a suscité la polémique. Plusieurs associations de défense des malades psychiatriques décident de porte plainte contre l'émission. L'épreuve est remplacée l'année suivante par le « théâtre », avec un concept proche, mais qui sera également supprimée la saison suivante.
La saison 2017 voit également l'apparition d'Éric Fouras, le neveu écossais du Père Fouras (incarné par le comédien Eric Lampaert), donnant des cours d'histoire du fort dans la vigie. Ce personnage ne reste toutefois qu'une année.

#### Saison 2018
Le 7 juillet 2018, France 2 diffuse en deuxième partie de soirée Fort Boyard : toujours plus fort !, un documentaire sur l'épisode diffusé juste avant, avec les chroniqueurs de l'émission C à vous. Le programme retrace les coulisses de l'émission, de l'annonce de leur participation jusqu'à la fin du jeu, en passant par la vie dans le fort avec les équipes techniques et les personnages du fort,.
La saison 2018 est marquée par la suppression de deux épreuves mythiques, les Jarres (épreuve présente depuis 1990) et les Cylindres (épreuve présente depuis 1993). Cette dernière, réputée pour mettre en avant les poitrines des candidates, créait la polémique depuis plusieurs années.

#### Saison 2019: les trente ans de l'émission
Cette section ne s'appuie pas, ou pas assez, sur des sources secondaires ou tertiaires indépendantes du sujet. Le texte peut contenir des analyses inexactes ou inédites de sources primaires.
Pour l'améliorer, ajoutez-en, ou placez des modèles {{Source secondaire souhaitée}} ou {{Source secondaire nécessaire}} sur les passages mal sourcés. (août 2022)
Pour la trentième saison et pour la première fois depuis 1997, onze émissions (au lieu de dix) sont programmées en été. Huit de ces épisodes sont suivis d'une émission spéciale, consacrée aux coulisses et aux meilleurs moments du jeu, diffusée en seconde partie de soirée en présence de l'équipe de candidats du jour. Lors de ces émissions, trois épreuves sont proposées à l'équipe, qui permettent d'augmenter les gains remportés dans l'émission qui précède. Ce principe est conservé pour les saisons suivantes, avec chaque saison huit émissions sur onze concernées.
L'année 2019 marque la suppression d'une épreuve, celle d'Excalibur, qui tenait le record de l'épreuve en cellule étant restée le plus longtemps.
Le principe de tournage utilisé lors des saisons 2006 à 2009 fait son retour : le jeu commence de jour et se termine de nuit[pertinence contestée].
Patrice Laffont, premier animateur du jeu, propose aux candidats de revivre des séquences historiques de l'émission à partir de sa machine à remonter dans le temps[pertinence contestée].
Les audiences sont assez stables par rapport à l'année précédente[réf. nécessaire].

### Les années 2020

#### Saison 2020
En raison de la pandémie de Covid-19 et du confinement qui en découle au printemps 2020, les tournages de la 31e saison sont repoussés à la mi-juin. Afin de respecter les mesures sanitaires, plusieurs bateaux acheminent les personnes jusqu'au monument, au lieu d'un. Les onze émissions prévues initialement sont bien tournées. Toutes les épreuves en duo ont été adaptées pour être jouées seul ou avec des aménagements permettant le respect des règles sanitaires,,. La lutte dans la boue n'est pas diffusée cette année, ne pouvant être jouée sans contacts physiques. De nouvelles épreuves ont également été créées pour l'occasion : leurs décors ont d'ailleurs été construits pour la première fois à Paris avant d'être acheminés en Charente-Maritime.
Les équipes sont exceptionnellement composées de cinq personnes. Alors qu'historiquement, les candidats couraient ensemble de cellule en cellule, ceux-ci attendent désormais durant toute l'émission devant la grille de la salle du trésor et sont emmenés à tour de rôle pour leurs épreuves par Passe-Partout, vêtu d'un masque, en laissant toujours un mètre de distance entre eux. Si différentes séquences ont été repensées pour respecter les gestes barrières, les participants portent malgré tout des masques lors de certaines phases où la distanciation sociale ne peut être respectée comme la salle du trésor.
Un nouveau personnage incarné par l'animateur Cyril Féraud, Cyril Gossbo, intervient dans l'épreuve du Slaïme (nom formé à partir du nom de son jeu Slam sur France 3 et de la matière slime que se prennent les candidats s'ils donnent une mauvaise réponse). D'autres nouveautés font leur apparition comme l'arrivée du professeur Kevin à la Boyard Academy (incarné par l'humoriste Kévin Razy). Mister Boo quitte l'émission et est remplacé par Big Boo qui reprend les rôles de geôlier et de sonneur de gong. Les membres de la famille Boo deviennent les adversaires de la séquence de la Cage.

Logo de l'émission Fort Boyard en 2020.

#### Saison 2021
Les candidats doivent être testés négatif à la Covid pour participer à cette saison qui abandonne la configuration mise en place l'année précédente. Les équipes sont de nouveau composées de six candidats et ceux-ci se déplacent de cellules en cellules.
Jean-Marc Généreux incarne un nouveau personnage, un trappeur canadien, dans une nouvelle épreuve où les candidats doivent traverser un parcours d'obstacles dans un décor typiquement canadien. Le Père Fouras est de retour dans sa vigie avec le Bureau d'études des épreuves du Fort (B.E.E.F.) où les candidats sont les cobayes d'idées de futures épreuves. Quant au chef Willy, il propose de nouveaux jeux, dont une nouvelle épreuve de dégustation, pour permettre aux candidats de se sortir de prison[source secondaire souhaitée].

#### Saison 2022
La saison est marquée par la suppression des tigres, remplacés par quatre statues de tigre situées dans la salle du trésor et pouvant s'animer en 3D.
Pour la première fois, la saison dispose d'un sous-titre : « les neuf atouts du Père Fouras ». À chaque émission est dévoilé un nouvel atout, symbolisé par une carte, qui correspond à des modifications de règles spécifiques à l'émission en question.

#### Saison 2023
Cette saison marque l'arrivée de nouveaux personnages, dont le cousin de La Boule (incarné par Emmanuel Dorand), présent uniquement lors de la première émission, et Passe-Oussakass (incarnée par Stéphanie Lorset) qui intervient dans l'épreuve des Catacombes[réf. nécessaire].
Pour une unique émission, une nouvelle règle du jeu est instaurée : deux équipes vont s'affronter. Cette nouvelle règle du jeu remplace l'ancienne règle qui imposait aux six joueurs de travailler ensemble main dans la main. Dorénavant, il y a huit joueurs, et les deux capitaines des deux équipes vont devoir s'affronter afin de composer leur équipe,,.
Les « neuf atouts du Père Fouras » font également leur retour, mais avec des nouveautés.

#### Saison 2024: les trente-cinq ans de l'émission
Lors de cette trente-cinquième saison, les règles propres à chaque émission, connues sous le nom des atouts les deux années précédentes, sont symbolisées par l'ouverture d'une cellule interdite, souvent peuplée d'un ou de plusieurs personnages, et qui diffère à chaque émission.
En raison des Jeux olympiques et paralympiques de Paris, France 2 prévoit de diffuser sept émissions durant l'été et deux spéciales pour célébrer les 35 ans du programme pendant l'hiver,. Cependant, à la suite de la mort de Patrice Laffont le 7 août 2024, l'émission dans laquelle il est candidat est diffusée le mercredi 14 août 2024 et commence par un hommage rendu par Olivier Minne,,. La seconde émission spéciale, avec notamment Jean-Pierre Castaldi comme candidat, est quant à elle diffusée 9 mois plus tard le jeudi 1er mai 2025, quelques jours avant les tournages de la trente-sixième saison,,.

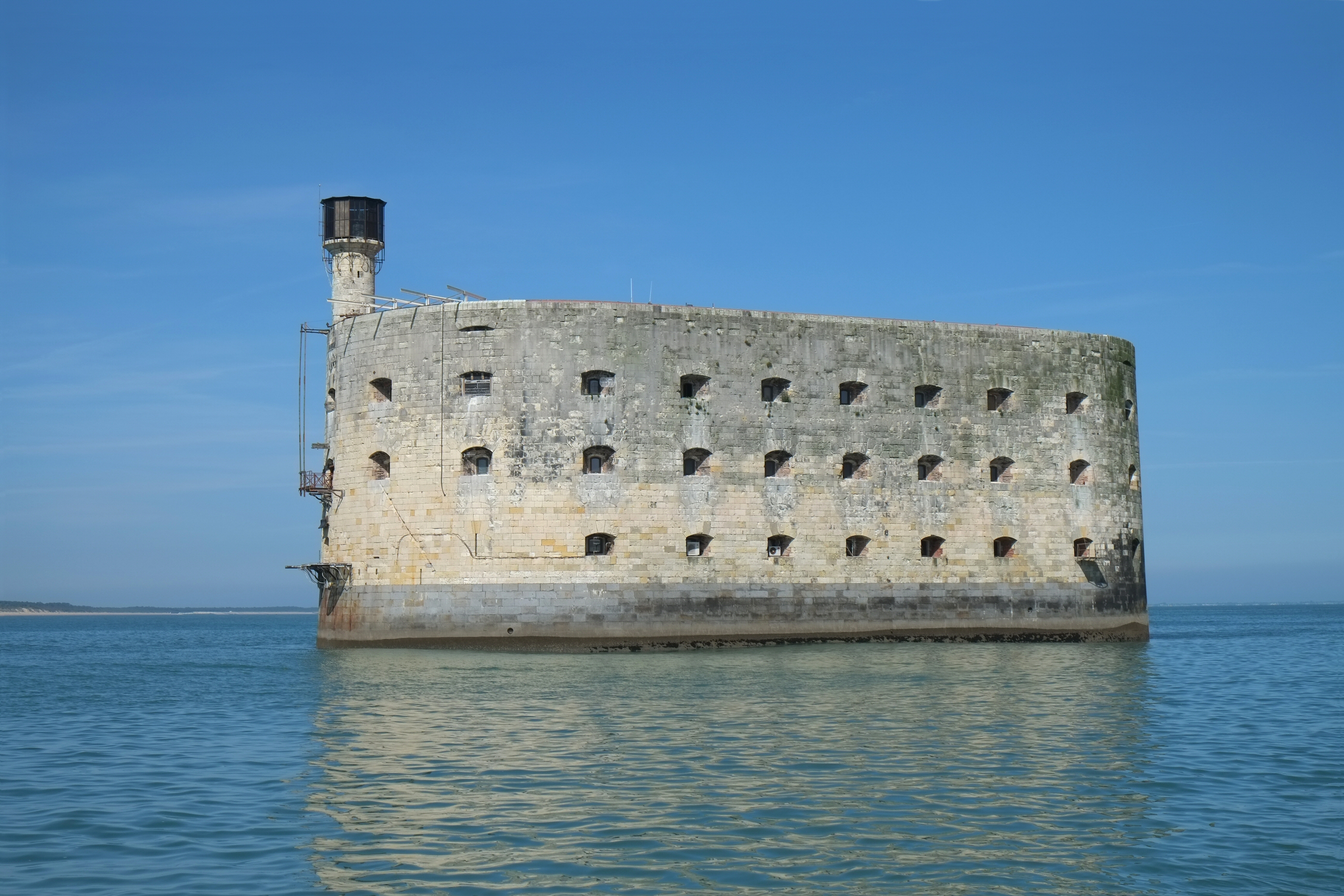

### Records de gain (sauf 2010)
| Rang               | Équipe              | Gains    | Année |
| ------------------ | ------------------- | -------- | ----- |
| Médaille d'or      | Yamakasi            | 37 118 € | 2001  |
| Médaille d'argent  | Les Sans Peur       | 36 986 € | 1991  |
| Médaille de bronze | Les Punchs          | 33 239 € | 1991  |
| 4e                 | Jean Tigana         | 31 230 € | 2005  |
| 5e                 | Stéphanie de Monaco | 28 230 € | 2006  |
| 6e                 | Les Forces Nées     | 27 227 € | 1991  |
| 7e                 | Didier Camberabero  | 26 435 € | 1990  |
| 8e                 | Samy Naceri         | 25 776 € | 2000  |
| 9e                 | Tony Parker         | 25 600 € | 2015  |
| 10e                | Les Pyrénéens       | 25 319 € | 1991  |

Ces résultats doivent être considérés avec précaution. En effet, le taux de conversion des boyards en francs ou en euros varie d'une année à l'autre et n'est pas toujours révélé à l'écran[réf. souhaitée]. De plus, les règles et la difficulté des épreuves évoluent, et dans certaines saisons, des bonus plus ou moins importants permettent d'augmenter les gains (jusqu'à les doubler lors des saisons 2000 et 2001)[réf. souhaitée].
Le plus faible gain remporté dans l'émission est celui de l'équipe de Tex qui récolta 700 € de boyards lors de la saison 2002. Depuis l'année suivante, il n'est plus possible de récolter une si petite somme ; en effet, la somme de 3 000 € donnée aux équipes perdantes est également garantie aux équipes réalisant une récolte inférieure alors que jusqu'en 2002, si un montant fixe était offert en cas d'échec, aucun complément n'était donné dans le cas d'une récolte inférieure[réf. souhaitée].

#### Meilleurs gains par saison
| Année                  | Équipe               | Gains (en F) | Gains (en €) |
| ---------------------- | -------------------- | ------------ | ------------ |
| 1990                   | Didier Camberabero   | 173 400 F    | 26 435 €     |
| 1991                   | Les Sans Peur        | 242 610 F    | 36 986 €     |
| 1992                   | Les Emporte-Pièces   | 134 760 F    | 20 544 €     |
| 1993                   | Jean-François Tordo  | 137 760 F    | 21 001 €     |
| 1994                   | Indra                | 138 750 F    | 21 152 €     |
| 1995                   | Luc Alphand          | 104 320 F    | 15 903 €     |
| 1996                   | Didier Derlich       | 148 890 F    | 22 698 €     |
| 1997                   | Catherine Chabaud    | 157 220 F    | 23 968 €     |
| 1998                   | Véronique Genest     | 96 010 F     | 14 637 €     |
| 1999                   | Benoît Cauet         | 148 830 F    | 22 689 €     |
| 2000                   | Samy Naceri          | 169 080 F    | 25 776 €     |
| 2001                   | Yamakasi             | 243 480 F    | 37 118 €     |
| 2002                   | Dieudonné            | -            | 18 890 €     |
| 2003                   | Alexandre Devoise    | -            | 16 590 €     |
| 2004                   | Spéciale Enfants     | -            | 18 320 €     |
| 2005                   | Jean Tigana          | -            | 31 230 €     |
| 2006                   | Stéphanie de Monaco  | -            | 28 230 €     |
| 2007                   | Delphine Chanéac     | -            | 21 430 €     |
| 2008                   | Patrouille de France | -            | 22 210 €     |
| 2009                   | Élodie Gossuin       | -            | 23 080 €     |
| 2011                   | Moundir              | -            | 21 430 €     |
| 2012                   | Vincent Mc Doom      | -            | 22 440 €     |
| 2013                   | Steevy Boulay        | -            | 20 790 €     |
| 2014                   | Sébastien Chabal     | -            | 20 280 €     |
| 2015                   | Tony Parker          | -            | 25 600 €     |
| 2016                   | Franck Gastambide    | -            | 22 630 €     |
| 2017                   | Cyril Féraud         | -            | 20 400 €     |
| 2018                   | Sébastien Cauet      | -            | 20 301 €     |
| 2019                   | Camille Lacourt      | -            | 21 600 €     |
| 2020                   | Éric Antoine         | -            | 22 588 €     |
| 2021                   | Sébastien Chabal     | -            | 19 864 €     |
| 2022                   | Damien Thévenot      | -            | 19 960 €     |
| 2023                   | Vianney              | -            | 19 514 €     |
| 2024                   | Matthieu Lartot      | -            | 19 545 €     |
| 2025 (saison en cours) | Stéphane Bern        | -            | 20 538 €     |

## Audiences
La multiplication des chaines ainsi que le changement des habitudes des téléspectateurs (visionnages sur appareils mobiles ou en replay non pris en compte) font que les audiences des années 1990 ne sont pas comparables avec celles des années 2020.
| Saison | Nombre d'émissions | Période de diffusion                | Audience (en téléspectateurs et PDM) | Audience (en téléspectateurs et PDM) | Audience (en téléspectateurs et PDM) | Audience (en téléspectateurs et PDM) |
| Saison | Nombre d'émissions | Période de diffusion                | Lancement                            | Finale                               | Moyenne                              | Évol.                                |
| ------ | ------------------ | ----------------------------------- | ------------------------------------ | ------------------------------------ | ------------------------------------ | ------------------------------------ |
| 1      | 15                 | 7 juillet 1990 - 13 octobre 1990    | 2 970 000 (23,0 %)                   | NC                                   | 4 504 500 (25,5 %)                   |                                      |
| 2      | 27                 | 28 juin 1991 - 3 janvier 1992       | 5 964 000 (28,0 %)                   | 11 580 100 (44,1 %)                  | 6 162 800 (28,9 %)                   | en augmentation                      |
| 3      | 15                 | 10 juillet 1992 - 26 octobre 1992   | 7 455 000 (35,0 %)                   | 3 976 000 (15,0 %)                   | 4 920 300 (24,1 %)                   | en diminution                        |
| Spéc.  | 2                  | 25 décembre 1992 - 1er janvier 1993 | NC                                   | NC                                   | NC                                   |                                      |
| 4      | 10                 | 30 juin 1993 - 1er septembre 1993   | 7 203 000 (33,0 %)                   | NC                                   | NC                                   |                                      |
| 5      | 10                 | 2 juillet 1994 - 3 septembre 1994   | 7 203 000 (48,8 %)                   | 5 145 000 (28,0 %)                   | 5 350 800 (35,9 %)                   |                                      |
| 6      | 10                 | 8 juillet 1995 - 9 septembre 1995   | 6 199 200 (40,0 %)                   | 6 354 180 (33,9 %)                   | 5 682 600 (35,8 %)                   | en diminution                        |
| 7      | 18                 | 22 juin 1996 - 19 octobre 1996      | NC (20,0 %)                          | 5 193 000 (26,0 %)                   | 5 660 370 (33,8 %)                   | en diminution                        |
| 8      | 12                 | 28 juin 1997 - 20 septembre 1997    | 6 756 100 (37,0 %)                   | 4 677 300 (24,0 %)                   | 4 960 773 (30,8 %)                   | en diminution                        |
| Spéc.  | 4                  | 25 octobre 1997 - 23 février 1998   | NC                                   | 3 193 960 (14,0 %)                   | 4 490 350 (20,0 %),                  | en diminution                        |
| 9      | 10                 | 4 juillet 1998 - 5 septembre 1998   | 3 822 280 (20,7 %)                   | 4 188 800 (22,0 %)                   | 4 031 720 (26,1 %)                   | en augmentation                      |
| 10     | 10                 | 26 juin 1999 - 28 août 1999         | 5 048 640 (28,3 %)                   | 4 049 430 (26,6 %)                   | 4 470 150 (29,5 %)                   | en augmentation                      |
| 11     | 10                 | 24 juin 2000 - 2 septembre 2000     | 4 488 850 (23,4 %)                   | 3 960 750 (19,9 %)                   | 4 541 660 (27,0 %)                   | en diminution                        |
| 12     | 10                 | 23 juin 2001 - 25 août 2001         | 4 387 380 (29,3 %)                   | 3 858 780 (26,3 %)                   | 4 387 380 (27,9 %)                   | en augmentation                      |
| 13     | 10                 | 29 juin 2002 - 31 août 2002         | 4 823 000 (28,5 %)                   | 3 551 000 (18,1 %)                   | 3 763 000 (22,6 %)                   | en diminution                        |
| 14     | 10                 | 28 juin 2003 - 31 août 2003         | 4 158 960 (27,7 %)                   | 4 532 000 (21,3 %)                   | 3 999 000 (25,7 %)                   | en augmentation                      |
| 15     | 10                 | 19 juin 2004 - 21 août 2004         | 3 720 480 (20,2 %)                   | 3 882 240 (22,0 %)                   | 3 990 080 (24,1 %)                   | en diminution                        |
| 16     | 10                 | 25 juin 2005 - 27 août 2005         | 3 687 680 (22,3 %)                   | NC                                   | 3 900 000 (22,6 %)                   | en diminution                        |
| 17     | 10                 | 24 juin 2006 - 26 août 2006         | 3 000 000 (19,6 %)                   | 5 101 460 (27,3 %)                   | 3 600 000 (20,3 %)                   | en diminution                        |
| 18     | 10                 | 23 juin 2007 - 1er septembre 2007   | 4 024 280 (22,0 %)                   | 4 300 000 (22,7 %)                   | 3 740 300 (22,3 %)                   | en augmentation                      |
| 19     | 10                 | 5 juillet 2008 - 6 septembre 2008   | 3 660 000 (21,2 %)                   | 3 724 000 (17,7 %)                   | 3 466 500 (20,6 %)                   | en diminution                        |
| 20     | 10                 | 27 juin 2009 - 29 août 2009         | 4 423 000 (25,6 %)                   | 2 784 000 (16,7 %)                   | 2 929 400 (17,6 %)                   | en diminution                        |
| 21     | 7                  | 10 juillet 2010 - 21 août 2010      | 1 968 000 (12,7 %)                   | 1 803 000 (11,8 %)                   | 2 204 857 (14,0 %)                   | en diminution                        |
| 22     | 7                  | 2 juillet 2011 - 20 août 2011       | 2 961 000 (15,8 %)                   | 3 036 000 (18,6 %)                   | 3 057 571 (16,9 %)                   | en augmentation                      |
| 23     | 8                  | 7 juillet 2012 - 1er septembre 2012 | 3 401 000 (17,9 %)                   | 3 251 000 (16,4 %)                   | 3 027 250 (16,5 %)                   | en diminution                        |
| Spéc.  | 3                  | 31 octobre 2012 - 29 décembre 2012  | 2 724 000 (11,2 %)                   | 2 835 000 (11,9 %)                   | 2 745 000 (11,5 %)                   | en diminution                        |
| 24     | 9                  | 6 juillet 2013 - 31 août 2013       | 3 303 000 (19,4 %)                   | 3 652 000 (17,8 %)                   | 3 110 778 (17,9 %)                   | en augmentation                      |
| 25     | 10                 | 28 juin 2014 - 30 août 2014         | 2 898 000 (14,3 %)                   | 2 684 000 (13,6 %)                   | 2 901 900 (15,8 %)                   | en diminution                        |
| 26     | 10                 | 27 juin 2015 - 29 août 2015         | 2 402 000 (14,5 %)                   | 2 697 000 (15,4 %)                   | 2 532 000 (15,1 %)                   | en diminution                        |
| 27     | 10                 | 2 juillet 2016 - 3 septembre 2016   | 2 355 000 (11,2 %)                   | 2 693 000 (14,6 %)                   | 2 840 300 (16,8 %)                   | en augmentation                      |
| 28     | 10                 | 24 juin 2017 - 9 septembre 2017     | 2 597 000 (15,7 %)                   | 2 626 000 (13,0 %)                   | 2 648 800 (15,5 %)                   | en diminution                        |
| 29     | 10                 | 23 juin 2018 - 8 septembre 2018     | 2 571 000 (14,6 %)                   | 2 414 000 (14,3 %)                   | 2 641 000 (16,6 %)                   | en augmentation                      |
| 30     | 11                 | 22 juin 2019 - 7 septembre 2019     | 2 445 000 (15,2 %)                   | 1 961 000 (11,2 %)                   | 2 552 636 (16,9 %)                   | en augmentation                      |
| 31     | 11                 | 11 juillet 2020 - 19 septembre 2020 | 3 508 000 (20,4 %)                   | 1 897 000 (10,1 %)                   | 2 749 273 (16,2 %)                   | en diminution                        |
| 32     | 11                 | 19 juin 2021 - 28 août 2021         | 2 117 000 (11,6 %)                   | 2 293 000 (12,7 %)                   | 2 469 636 (14,4 %)                   | en diminution                        |
| 33     | 9                  | 2 juillet 2022 - 27 août 2022       | 2 228 000 (14,8 %)                   | 1 904 000 (12,4 %)                   | 2 314 778 (15,2 %)                   | en augmentation                      |
| 34     | 9                  | 1er juillet 2023 - 2 septembre 2023 | 2 404 000 (15,7 %)                   | 1 986 000 (12,8 %)                   | 2 322 556 (15,5 %)                   | en augmentation                      |
| 35     | 7                  | 29 juin 2024 - 24 août 2024         | 2 067 000 (12,9 %)                   | 2 080 000 (14,0 %)                   | 2 021 857 (13,4 %)                   | en diminution                        |
| Spéc.  | 2                  | 14 août 2024 - 1er mai 2025         | 1 678 000 (11,3 %)                   | 1 326 000 (8,6 %)                    | 1 502 000 (10,0 %)                   | en diminution                        |
| 36     | 9                  | 5 juillet 2025 -                    | 2 059 000 (15,6 %)                   | -                                    | -                                    | -                                    |

### Best-of

#### Émissions événementielles
| Titre                                      | Date de diffusion | Horaire | Durée   | Présentation                                                                       | Participants | Audience moyenne          | Audience moyenne | Audience moyenne |
| Titre                                      | Date de diffusion | Horaire | Durée   | Présentation                                                                       | Participants | Nombre de téléspectateurs | PDM              |                  |
| ------------------------------------------ | ----------------- | ------- | ------- | ---------------------------------------------------------------------------------- | --- | ------------------------- | ---------------- | ---------------- |
| Une heure moins le quart avant Fort Boyard | 26 juin 1999      | 19 h    | 52 min  | Yann Le Gac, le père Fouras (voix-off)                                             | | NC                        | NC               |                  |
| Les plus grands moments de Fort Boyard     | 31 juillet 2004   | 22 h 45 | 90 min  | Olivier Minne, Sarah Lelouch, Patrice Laffont, Sophie Davant et Cendrine Dominguez | Yann Le Gac (père Fouras), André Bouchet (Passe-Partout), Alain Prévost (Passe-Temps), Monique Angeon (Félindra), Yves Marchesseau (La Boule) | 2 700 000                 | 29,9 %           |                  |
| Le meilleur de Fort Boyard                 | 27 juin 2009      | 22 h 40 | 100 min | Olivier Minne et Anne-Gaëlle Riccio                                                | | 2 450 000                 | 23,3 %           |                  |
| Le meilleur de Fort Boyard : 25 ans        | 28 juin 2014      | 22 h 35 | 90 min  | Olivier Minne et Yann Le Gac (père Fouras)                                         | Anthony Laborde (Passe-Muraille), André Bouchet (Passe-Partout), Willy Rovelli (Willy), Vincent Côté-Morency (le magicien Vincent) | 1 650 000                 | 11,4 %           |                  |
| Fort Boyard, le meilleur de la saison      | 27 août 2022      | 23 h 25 | 55 min  | Olivier Minne                                                                      | Yann Le Gac (père Fouras), Anthony Laborde (Passe-muraille), André Bouchet (Passe-partout), Willy Rovelli (Shérif Willy), Delphine Wespiser (Blanche et rouge), Laura Mété (Lady boo), Amadou Konez (Big boo), Casey Calaber (Little Boo), Guillaume Ramain (producteur) | 709 000                   | 8,5 %            |                  |
| Fort Boyard, le meilleur de la saison      | 2 septembre 2023  | 23 h 20 | 52 min  | Olivier Minne                                                                      | Yann Le Gac (père Fouras), Anthony Laborde (Passe-muraille), André Bouchet (Passe-partout), Willy Rovelli (Shérif Willy), Delphine Wespiser (Blanche et rouge), Laura Mété (Lady boo), Amadou Konez (Big boo), Casey Calaber (Little Boo), Guillaume Ramain (producteur) | 766 000                   | 9,7 %            |                  |
| Fort Boyard, le meilleur de l'été          | 24 août 2024      | 23 h 20 | 58 min  | Willy Rovelli                                                                      | | 956 000                   | 12,3 %           |                  |

#### Émissions quotidiennes
| Titre                      | Date de diffusion                  | Horaire | Lieu de tournage           | Durée  | Présentation                                 | Participants | Audience moyenne          | Audience moyenne | Audience moyenne |
| Titre                      | Date de diffusion                  | Horaire | Lieu de tournage           | Durée  | Présentation                                 | Participants | Nombre de téléspectateurs | PDM              |                  |
| -------------------------- | ---------------------------------- | ------- | -------------------------- | ------ | -------------------------------------------- | ------------ | ------------------------- | ---------------- | ---------------- |
| Fort Boyard : La Série     | 28 octobre 1995 - 16 décembre 1995 | 19 h    | Studio (un décor de vigie) | 50 min | Patrice Laffont et Yann Le Gac (père Fouras) |              | NC                        | NC               |                  |
| L'instant fort             | 26 juin 2009 - 27 août 2009        | 20 h 30 |                            | 1 min  | Anne-Gaëlle Riccio (voix-off)                |              | NC                        | NC               |                  |
| Le meilleur de Fort Boyard | 3 août 2009 - 28 août 2009         | 17 h 50 | Studio                     | 50 min | Olivier Minne et Anne-Gaëlle Riccio          |              | NC                        | NC               |                  |

En octobre et novembre 1995, plus d'un an après les 5 ans de Fort Boyard, France 2 diffuse des extraits de 8 anciennes émissions des années 1991 à 1994[pertinence contestée].

#### Fort Boyard: toujours plus fort!
L'émission est diffusée depuis 2018 en deuxième partie de soirée, avec les candidats de l'épisode diffusé juste avant. Olivier Minne et Willy Rovelli animent l'émission depuis le proscenium jusqu'en 2022. Le 25 mai 2023, Olivier Minne annonce qu'il arrête la présentation de cette deuxième partie, il évoque le fait de finir à des « heures improbables », expliquant que le tournage d'une émission peut prendre de 10 à 11h dans la journée.
| Saison | Nombre d'émissions | Période de diffusion            | Audience moyenne (en téléspectateur et PDM) | Evol.           |
| ------ | ------------------ | ------------------------------- | ------------------------------------------- | --------------- |
| 1      | 2                  | 7 juillet 2018 - 25 août 2018   | 1 415 500 (15,9 %)                          | -               |
| 2      | 8                  | 22 juin 2019 - 24 août 2019     | 1 403 500 (15,9 %)                          | en stagnation   |
| 3      | 8                  | 11 juillet 2020 - 29 août 2020  | 1 378 750 (15,4 %)                          | en diminution   |
| 4      | 8                  | 3 juillet 2021 - 28 août 2021   | 1 172 250 (12,4 %)                          | en diminution   |
| 5      | 8                  | 2 juillet 2022 - 20 août 2022   | 1 122 375 (12,9 %)                          | en augmentation |
| 6      | 8                  | 1er juillet 2023 - 17 août 2023 | 913 000 (11,8 %)                            | en diminution   |
| 7      | 8                  | 29 juin 2024 - 1er mai 2025     |                                             |                 |

## Diffusions de la version française

### Diffusion
En France, l'émission a toujours été diffusée en première partie de soirée sur France 2 (Antenne 2 jusqu'en 1992), mais pas toujours le samedi. Si la première saison (1990) a été diffusée le samedi, la deuxième et la troisième (1991 et 1992) ont été diffusées le vendredi. La session d'hiver de 1992 a été diffusée les lundis et la saison tournée en 1993 a été diffusée le mercredi.
Ce n'est que depuis 1994, que Fort Boyard est diffusé chaque samedi de l'été, sauf cas exceptionnels, entre autres :
- la dernière émission nocturne de la saison 1997 a été diffusée le lundi 23 février 1998[231],[232];
- la dernière émission de la saison 2003 a été diffusée le dimanche 31 août[233], en raison d'un match de rugby retransmis la veille ;
- la spéciale Halloween de 2012 a été diffusée le mercredi 31 octobre[234];
- la diffusion de deux matchs de préparation pour la Coupe du monde de rugby les samedis 15 et 22 août 2015 entraîne la diffusion de l'émission les vendredis 14 et 21 août 2015[231] ;
- en raison la diffusion des mondiaux d'athlétisme le samedi 19 août 2023 à la même heure, la 8e émission de la 34e saison est diffusée le jeudi 17 août[235].
- en raison de la diffusion des Jeux olympiques et paralympiques de Paris, la programmation de la saison 2024 est modifiée. Fort Boyard n'est ainsi pas diffusé durant les deux compétitions (du 26 juillet au 11 août et du 28 août au 8 septembre). Cinq émissions sont alors programmées de la fin juin à la mi-juillet, avec notamment un numéro en semaine entre deux samedis (le jeudi 18 juillet 2024[236]), et deux en août, tandis que deux spéciales pour les 35 ans du programme sont prévues pour Halloween et Noël[237],[155],[156]. Cependant, à la suite du décès de Patrice Laffont, la diffusion de l'émission spéciale où il est candidat est avancée au mercredi 14 août 2024[11],[157],[158]. L'autre numéro anniversaire est finalement diffusé au printemps suivant, en semaine, le jeudi 1er mai 2025[159],[160],[161].

En Belgique, depuis 2017, la RTBF a racheté les droits ce qui lui permet de diffuser l'émission la veille de sa sortie en France, de 2017 à 2019 sur la Une et depuis 2020 sur la Deux, devenue Tipik quelques semaines plus tard durant la même saison. En 2024, l'émission sera diffusée le jeudi au lieu du vendredi, soit deux jours avant sa diffusion en France.

### Rediffusions
Les émissions sont rediffusées sur TV5 Monde et sur différentes antennes de 1re.
De 2006 à 2013, Gulli propose de revoir des émissions des saisons 2000 à 2013, notamment le samedi soir à partir de septembre dans le prolongement de la saison d'été sur France 2 et le dimanche après-midi. Cette dernière ne faisant plus partie du groupe France Télévisions par la suite, France 4 prend le relais dès le 6 septembre 2014.
France 2 rediffuse également les samedis 2, 9 et 30 août 2014, dans l'après-midi, les émissions diffusées une semaine auparavant, ainsi que l'émission anniversaire Le meilleur de Fort Boyard la nuit du vendredi 4 juillet et l'après-midi du mardi 15 juillet. Deux ans plus tard, entre le 22 août et le 2 septembre 2016, du lundi au vendredi, la chaîne rediffuse dans l'après-midi les neuf premières émissions de la saison en cours ainsi que l'émission anniversaire de 2014, en attentant la diffusion du dernier numéro de l'année, le samedi 3 septembre.

## Réseaux sociaux
L'émission dispose d'un compte officiel sur Twitter, perefouras, et sur Facebook, Fort Boyard (Officiel). À chaque émission depuis 2011, les téléspectateurs sont invités à réagir en direct sur les réseaux sociaux via ces comptes et le hashtag #FortBoyard. Pendant les émissions, ce hashtag est régulièrement dans les Trending Topic (hashtags les plus tweetés) en France[réf. nécessaire].
Twitter France a désigné Fort Boyard comme le jeu télévisé le plus tweeté en 2014, via le hashtag #FortBoyard.
Conformément à l'interdiction de mentionner Facebook ou Twitter à la télévision par le conseil supérieur de l'audiovisuel en 2011, Facebook est nommé Fortbook et Twitter est nommé Twittfort dans l'émission, et ce toujours aujourd'hui malgré la levée de l'interdiction en 2013.

## Reportages

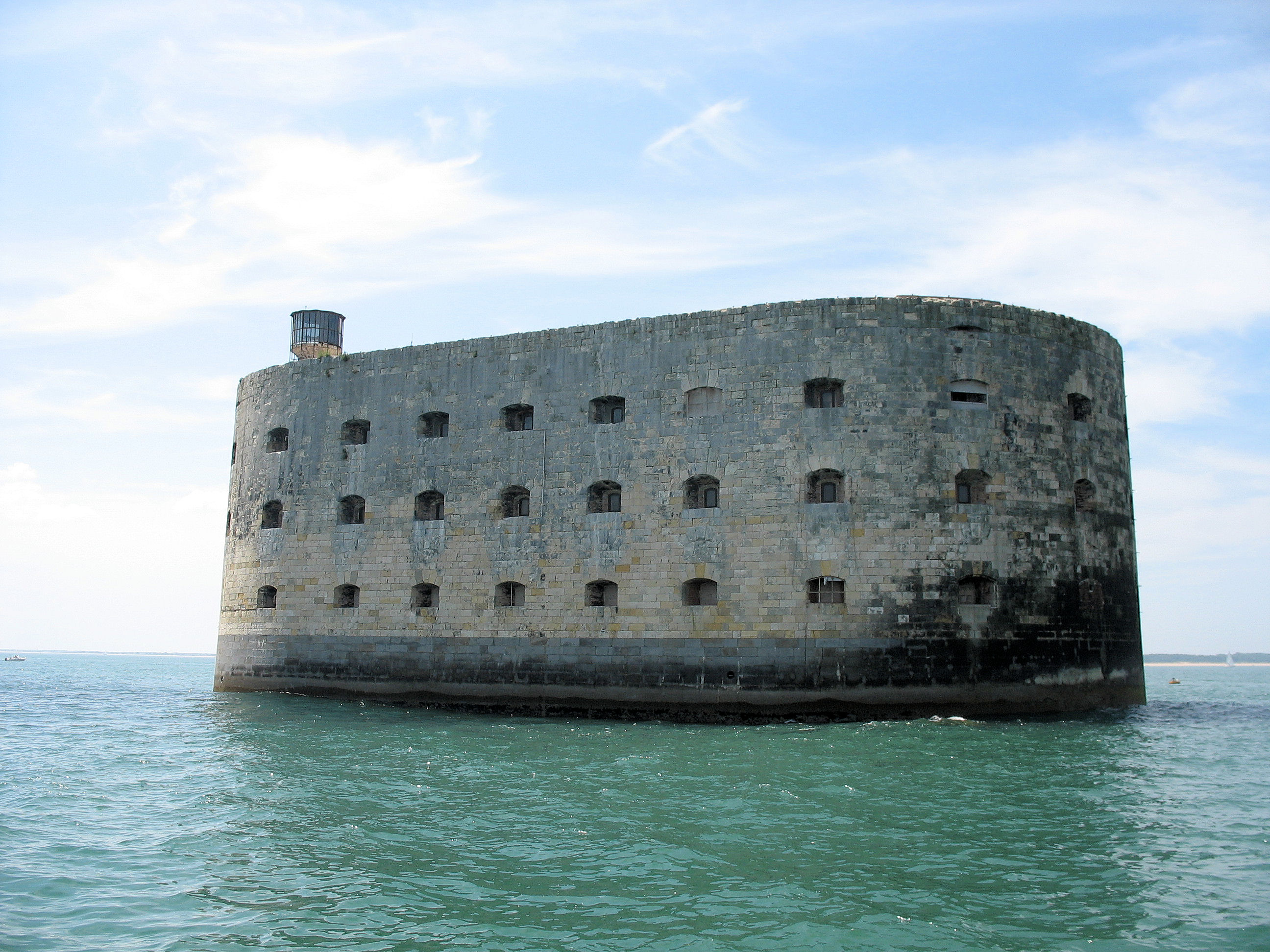
Fort Boyard coté Nord-Est (2006).

En 1981, un épisode de La Chasse aux trésors indique aux candidats la présence d'un trésor sur le fort Boyard.
En 2007, l'émission Thalassa réalise un reportage sur le vaisseau de pierre.
En 2015, des journalistes de France 2 se sont rendus au fort Boyard pendant les tournages de la version française afin de filmer les coulisses de l'émission. Le reportage de 25 minutes est diffusé du lundi 8 au vendredi 12 juin dans le journal télévisé de 13 heures sous forme de feuilleton, à raison de cinq minutes sur cinq jours.
Le samedi 11 juillet 2020, quelques minutes avant le lancement de la nouvelle saison, l'émission 20 h 30 le samedi diffuse un reportage de 23 minutes nommé « L'épopée Fort Boyard ».
Le 7 avril 2022, un reportage de 51 minutes est diffusé sur RMC Découverte, et se nomme « Les secrets de Fort Boyard »[pertinence contestée].

## Adaptations et références culturelles

### Boyard Land
En avril 2019, il est annoncé qu'une émission dérivée autour du personnage du Père Fouras serait en préparation pour l'hiver 2019. Le jeu prendrait place dans un vieux parc d'attractions qui aurait été tenu par le Père Fouras avant son arrivée sur le fort. Le décor retenu serait celui de la plage du Lys Chantilly dans l'Oise.
Le 5 septembre 2019, Olivier Minne annonce qu'il animera cette nouvelle émission.
Le 30 septembre, le magazine Téléstar révèle des informations sur les personnages qui accompagneront Olivier Minne : Blanche, Félindra et Passe-partout seront absents. Certains interprètes de personnages de Fort Boyard endosseront de nouveaux rôles : Willy Rovelli incarnera Monsieur Loyal et Anthony Laborde, alias Passe-Muraille, reviendra dans un tout autre rôle. Du côté des nouveaux personnages, seront présents une fée nommée la Féé Roni et interprétée par l'humoriste Nicole Ferroni, une femme de petite taille appelée Passe Moilesucre et un colosse nommé Passe-Nulle-Part.
Quatre émissions sont proposées tous les samedis du 21 décembre 2019 au 11 janvier 2020 sur France 2. Les audiences de cette saison sont relativement médiocres, mais suffisantes pour assurer une deuxième saison au programme[source secondaire souhaitée].
La deuxième saison est composée de six épisodes.

### Musique
- Le rap du Fort, 1999, par Virus
- Je suis Passe-Partout de Fort Boyard, par André Bouchet en 1998, jouée en live dans l'émission Jeux sans enjeu sur Direct 8 en 2005 (André Bouchet interprète un remake de cette même chanson en 2019 dans la dernière émission spéciale anniversaire en seconde partie de soirée[pertinence contestée]).
- Certaines musiques de l'émission ont été éditées en CD entre 1996 et 1999[pertinence contestée].

### Cinéma
Une référence à l'émission est faite dans le film L'Élève Ducobu sorti en 2011[réf. souhaitée].
Une référence à l'émission est faite dans le film Pattaya sorti en 2016[réf. souhaitée].

### Humour
Diverses parodies de l'émission ont été créées. La plus connue est Fort Boyaux des Inconnus en 1992[source insuffisante], tournée sur les lieux, avec la participation exceptionnelle de Sophie Davant dans son propre rôle. Il en existe d'autres comme celle des Nuls en 1991[source insuffisante], mais aussi Fort Bobard puis Fort Garage des Minikeums, respectivement dans les années 1990 et en 2018[source insuffisante], Fort Pronu de Karl Zéro dans le Zérorama du 3 juin 1995[source insuffisante], Trop Fort Boyard par l'équipe de Cauet en 2008 ou encore Fort Fuyard par l'émission satirique Les Guignols de l'info en 2013[source insuffisante]. En 2018, le vidéaste Joueur du Grenier a réalisé une critique des jeux vidéo sur l'émission en parodiant le programme, le lieu utilisé au tournage pour représenter le fort étant le château du Taureau, dans la baie de Morlaix[source insuffisante].
Plusieurs humoristes traitent de l'émission dans leurs spectacles, comme Malik Bentalha et Anthony Kavanagh. Dans une édition spéciale de l'émission On n'demande qu'à en rire en 2013, Vérino a également fait un sketch sur Fort Boyard[source insuffisante].

### Édition
Il existe des livres et livres-jeux pour la jeunesse dérivés de l'émission.
- Fort Boyard, un défi à l'océan, écrit par Philippe Lafon et publié en 2022 aux éditions du Palais, Paris.
- Série Aventures à Fort Boyard, 10 romans pour la jeunesse écrits par Dan Mitrecey et parus entre 1993 et 1995 aux éditions Fleurus.
- Bande dessinée Les aventuriers de Fort Boyard, T 1 : Le mystère de Yule de Thierry Robberecht et Fred BurtonBande, parue aux éditions Jungle en 2005.
- La Boîte à énigmes Fort Boyard, parue aux éditions Deux Coqs d’Or en 2010.
- 100 énigmes Fort Boyard, de Jacques Lelièvre, Emmanuel Kerner, Catherine Chion et Patrick Chenot, paru aux éditions Deux Coqs d’Or en 2011.
- Deux livres dont vous êtes le héros écrits par Dan Mitrecey, parus en Bibliothèque Verte : À la conquête du trésor en 2011 et Les mystères du Fort en 2012.
- Secrets et énigmes du Père Fouras, paru aux éditions Deux Coqs d’Or en 2013.
- Un calendrier Fort Boyard, 365 jours d’énigmes et de défis, paru aux éditions Play Bac en 2015.
- Bande dessinée Fort Boyard T1, Les Monstres des océans, de Benj, Christopher Lannes et Gildas Le Roc’h, parue aux éditions Soleil en 2016.
- La Boîte à questions Fort Boyard, parue en 2017 aux éditions Les livres du Dragon d’Or.
- Fort Boyard Escape Box, parue en 2019 aux éditions Les livres du Dragon d’Or.
- Fort Boyard Escape Book écrit par Alain T. Puysségur, paru en 2019 aux éditions Les livres du Dragon d’Or.
- Fort Boyard Escape Book 2 - Le piège du Père Fouras, écrit par Elizabeth Barféty, paru en 2020 aux éditions Les livres du Dragon d’Or.
- Fort Boyard Escape Box 2, parue en 2020 aux éditions Les livres du Dragon d’Or.
- Fort Boyard Escape Box 3, parue en 2021 aux éditions Les livres du Dragon d’Or.
- Fort Boyard Escape Book écrit par Valérie Cluzel, paru en 2022 aux éditions Les livres du Dragon d’Or.

### Jeux vidéo
Cette section ne s'appuie pas, ou pas assez, sur des sources secondaires ou tertiaires indépendantes du sujet. Le texte peut contenir des analyses inexactes ou inédites de sources primaires.
Pour l'améliorer, ajoutez-en, ou placez des modèles {{Source secondaire souhaitée}} ou {{Source secondaire nécessaire}} sur les passages mal sourcés. (août 2022)
L'émission a servi de thème à plusieurs jeux vidéo. Microïds a été détenteur de la licence Fort Boyard jusqu'en 2001.
- Fort Boyard : Le Défi (1995 - Microïds) sur PC : il s'agit du premier jeu vidéo qui se déroule dans le fort. Il reprend le concept, les règles et les épreuves du jeu télévisé à cette époque.
- Fort Boyard : La Légende (1996 - Microïds) sur PC : de type point-and-click, ce nouvel opus prend place dans divers lieux de la région du Fort Boyard (notamment dans la ville de La Rochelle). Le joueur incarne un candidat qui vient de participer à l'émission et est amené à faire une enquête autour de l'histoire du fort et d'un mystérieux trésor qu'il renferme.
- Fort Boyard Millenium (2000 - Microïds) : jeu d'aventure dans le fort. Le jeu n'a pas de rapport direct avec l'émission télévisée : le fort est tombé aux mains de créatures maléfiques, mi-humaines, mi-animales. La quête dans les entrailles du vaisseau de pierres entraîne le joueur dans un dédale de cellules truffées de pièges.
- Fort Boyard (2001 - Microïds) sur Game Boy Color.
- Fort Boyard, le jeu (2006 à 2008 - Gimagin et Mindscape). Similaire dans la forme à Fort Boyard: Le défi, ce jeu reprend exactement le principe de l'émission. Une version PC sort en 2006, puis l'année suivante, une version Nintendo DS. En 2007 et en 2008, la version PC a été mise à jour avec de nouvelles épreuves et aventures. En 2008, une nouvelle version est sortie sur Nintendo DS, deux autres sont créées sur Wii et sur les téléphones portables (version éditée par Gameloft).
- Fort Boyard : Casse-têtes & Enigmes (2009 - Dream On Studio et Mindscape) sur Nintendo DS.
- Fort Boyard : Épreuves d'adresse & de rapidité (2009 - Dream On Studio et Mindscape) sur Nintendo DS.
- Fort Boyard (2012 - Bulkypix) sur Apple iOS, Android et BlackBerry 10. Cette adaptation est considérée comme l'une des meilleures, le jeu obtenant une moyenne de 4,5/5 des utilisateurs sur l'App Store[source secondaire souhaitée].
- Fort Boyard Run (2016 - 3D Duo) sur Apple iOS et Android
- Fort Boyard (juin 2019) avec mises à jour en juin 2020 (Fort Boyard : Nouvelle Edition), juin 2021 (Fort Boyard Nouvelle Edition : Toujours Plus Fort !) et juin 2022 (Fort Boyard 2022), développé par Appeal Studios puis Balio Studio et Microïds, sur Nintendo Switch, PC, Xbox One et PlayStation 4.
- Fort Boyard 2022 (sorti le 23 juin 2022)[255].
- Fort Boyard : les Défis du Père Fouras (2024).

### Autres produits dérivés
D'autres produits dérivés de l'émission sont réalisés : différents jeux de société (en 1998 par les éditions Druon, puis en 2005 par Lansay et en 2011 par Dujardin), des DVD interactifs (en 2008), des jouets dans les menus pour enfants d'enseignes de restauration rapide (McDonald's en 1999, 2000 et 2009), (Quick en 2014, dans des boîtes de céréales (Chocapic en 2000) qui permettait de remporter une tirelire tête de tigre en échange de points et d'un chèque de 40 francs, ou des jeux-concours avec différents partenaires de l'émission (Petit Navire).
En 1999, la marque de saucisson industriel Justin Bridou propose à ses clients de collectionner des points permettant aux enfants de recevoir trois figurines de personnages de l'émission : un tigre, La Boule, et le Père Fouras[pertinence contestée].
En juin 2010, un nouveau produit dérivé, Fort Boyard : La Boîte à énigmes (éditions Deux Coqs d'Or), sort.
Le 5 juillet 2013 est lancé le magazine Fort Boyard[pertinence contestée].
En 2019, la Monnaie de Paris a édité une mini-médaille (semblable à un boyard du jeu, reprenant les motifs de la pièce) à l'occasion des 30 ans du jeu. En 2020, la Monnaie de Paris continue à vendre les mini-médaille à l'occasion des 30 ans, et également de mini-médaille semblable à ceux des 30 ans, sans la marque des trente années du jeu.
Toujours en 2020, deux blisters décorés chacun d'une image du jeu, l'un représentant la cour intérieure du fort et l'autre le Père Fouras, contenant toutes les pièces en euro allant de 2 euros à 1 centime sont commercialisés à 500 exemplaires chacun[source secondaire nécessaire].
Le jeu télévisé a été adapté en jeu de société :
- En 1990 par Idéal Loisirs ;
- En 1998 et 2002 par Druon ;
- En 2005 par Lansay ;
- En 2011 par Dujardin ;
- En 2019 par Lansay.

En 2024, le premier action game Fort Boyard Adventures est créé dans la nouvelle zone commerciale Neyrpic, située entre les communes de Saint-Martin-d’Hères et Grenoble, en Isère.